# Раффаелла Карра

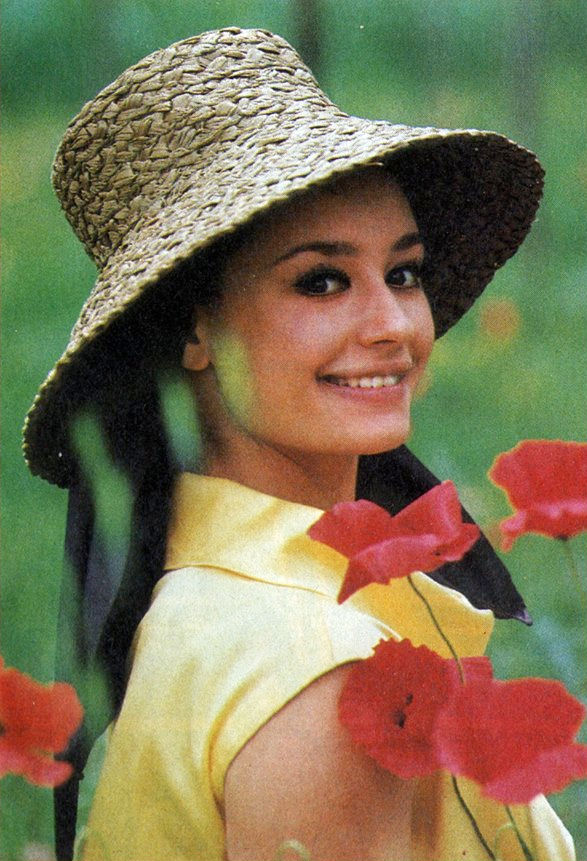
Раффаелла Карра, 1963 рік

Раффаелла Карра, справжнє ім'я якої Раффаелла Роберта Пеллоні (італ. Raffaella Roberta Pelloni; 18 червня 1943, Болонья — 5 липня 2021, Рим) — італійська шоувумен, співачка, танцюристка, акторка, телеведуча, теле- та радіо-сценаристка.
Протягом своєї телекар'єри, яка тривала з кінця 1960-х років й до самої смерті, Раффаелла Карра отримала титул «королеви італійського телебачення». Окрім цього, протягом своєї довгої кар'єри Карра стала «іконою» італійської музики й телебачення, отримавши визнання й за межами Італії, особливо в Іспанії та Латинській Америці.
За свою кар'єру, як Раффаелла заявила в інтерв'ю тижневику «TV Sorrisi e Canzoni», вона продала більше 60 мільйонів платівок, а на передачі «Domenica in», яку вів Піппо Баудо, де вона була гостем, співачка заявила, що їй належить двадцять два «платинових» та «золотих» дисків. Потім співачка отримала ще одну посмертну «золоту платівку» в липні 2021 року за пісню «Tanti auguri» 1978 року.
Восени 2020 року британська газета «The Guardian» назвала Раффаеллу Карру європейським секс-символом, назвавши її «культурною іконою, яка навчила Європу радощам сексу».
Була іконою ЛГБТ: в 2017, під час мадридського «World Pride», її визнали «амбасадоркою любові».

## Біографія

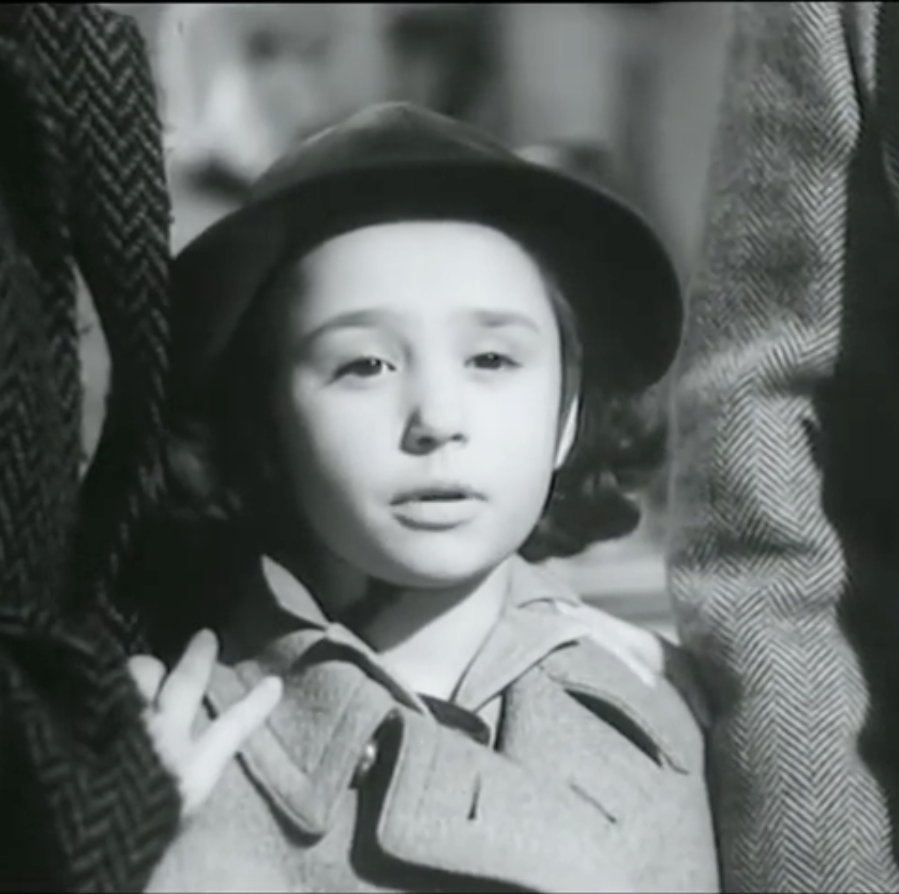
Раффаелла Карра у фільмі «Муки минулого» (1952)

Раффаелла народилася в Болоньї, в сім'ї Раффаеле Пеллоні і Анджели Іріс Делл'Утрі, у неї був брат Ренцо (1945—2001) від якого у неї двоє племінників Маттео і Федеріко. Батько був багатим фермером з Емілії-Романьї. Мати, теж з Емілії, мала сицилійське походження, вона разом з бабусею Раффаелли, керувала кафе «Caffè Centrale» в Белларії. Батьки розлучилися через два роки після весілля, маленька Раффаелла розділила більшу частину свого дитинства між Болоньєю, де вона вчилася, і Белларією. У віці восьми років Раффаелла покинула рідну провінцію Емілію-Романью, щоб продовжити навчання у Римі, спочатку в Національній танцювальній академії, заснованої танцюристкою російського походження Я Русской, а потім в Експериментальному центрі кінематографії.

## Кар'єра

### 1950-ті і 1960-ті роки
Кінокар'єра Раффаелли почалася дуже рано, ще на початку 1950-х років, коли вона у віці восьми років взяла участь у зніманні фільму Маріо Боннара «Муки минулого» (1952), сентиментальній мелодрамі (модного на той час серед італійської публіки кіножанру), в якому вона зіграла дитячого персонажа Граціеллу. Між 1958—59 роками вона зіграла епізодичні ролі ще у трьох інших фільмах.

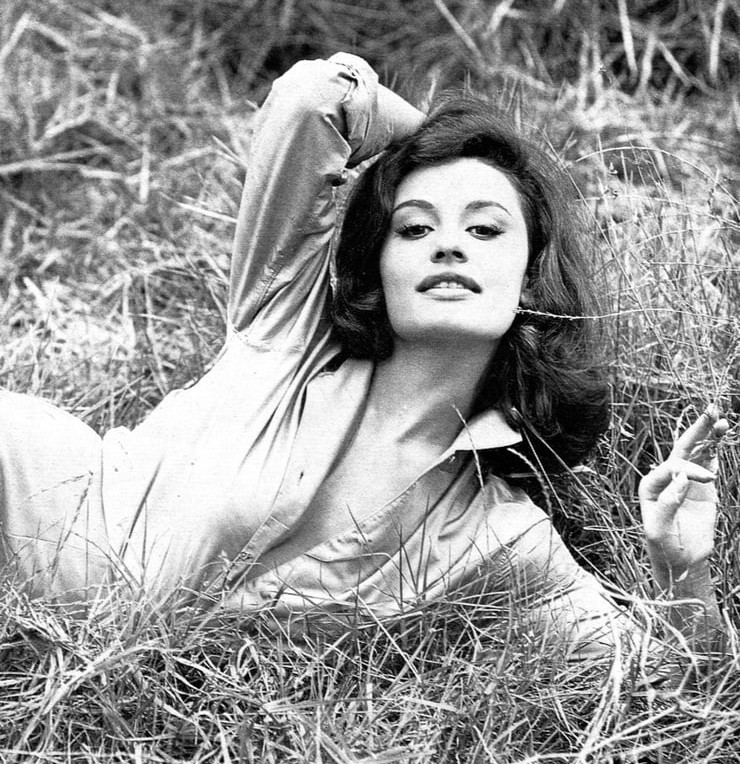
Раффаелла Карра (1960-ті роки)

У 1960 році закінчивши Експериментальний центр Кінематографії у Римі, того ж року Раффаелла зіграла у фільмах Флорестано Ванчіні «Довга ніч 43-го» та Леопольдо Трієсті «Гріх зелених років». Цього ж часу вона стала виступати на театральній сцені, у трупах режисерів Лаури Карлі і Камілло Пілотто. Одна з найкращих театральних робіт Раффаелли — стала роль у популярному мюзиклі «Чао, Руді», де вона грала разом з Марчелло Мастроянні. Після виступу на радіо, де вона під патронатом Лучано Рісполі створила і вела передачу «Рафаелла з мікрофоном у портупеї», її помітив режисер Стефано Де Стефані, який в середині 1962 року вибрав її асистенткою ведучого Лело Луттацці в програмі «Автор слів: невідомий».
У 1960 році Раффаелла брала участь у кінопробах на роль Розетти (дочки головної героїні Чезіри, яку грала Софі Лорен) у фільмі Вітторіо Де Сіки «Чочара», але була відхилена, тому що була визнана занадто зрілою для цієї ролі (роль віддали італо-американській акторці Елеонорі Браун).
Потім Карра знімалася й в інших фільмах, включаючи «Товариші» Маріо Монічеллі (1963) і у голлівудському «Поїзді фон Райєна» (1965) Марка Робсона, де її партнером на знімальному майданчику був Френк Сінатра. 1964 року Раффаелла зіграла у телеверсії вистави «Дочка білого гусака», написаній Едоардо Антоном для передачі каналу Rai 1 «Жити разом» режисера Уго Шаши. У 1965 році роль Карра зіграла роль Костанци Де Моріак в телевізійній драмі «Скарамуш» з Доменіко Модуньйо. Протягом 1960-х років у різних виданнях з'являлися чутки про стосунки Раффаелли з футболістом «Ювентуса» Джино Стаккіні, які тривали вісім років.

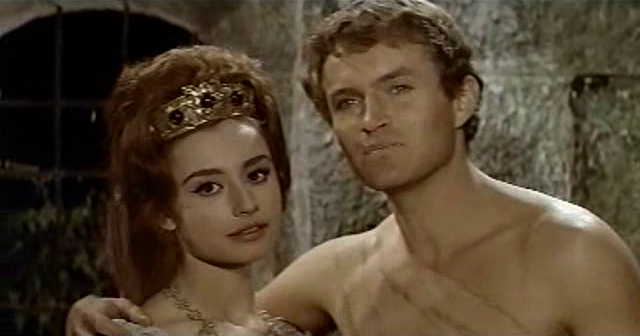
Раффаелла Карра й Іво Паджер у фільмі «Юлій Цезарь і війна з галлами» (1962)

Також Карра грала у фільмі «Все гаразд», телеверсії однойменного роману Луїджі Піранделло, який транслювався 3 березня 1967 року на каналі Rai 1. У січні 1968 року Раффаелла вела спецпроєкт «Час самби» на телеканалі Rai 2. У червні того ж року вона брала участь у зніманні теледрами Дієго Фаббрі «Сімейний процес» на каналі Rai 1, а наприкінці наступного року — у теледрамі «Посмішка Джоконди».

#### Зміна прізвища
У першій половині 1960-х років Раффаелла взяла псевдонім «Карра», рекомендований режисером Данте Гвардаманьєю, який, захоплений живописом, зв'язав її ім'я «Раффаелла», яке нагадувало йому художника Рафаеля Санті, з прізвищем художника Карло Карри. Однак, попри це, Раффаеллі не вдалося домогтися великого успіху як акторки (з точки зору популярності), через що, на початку 1970-х років, зважаючи на успіх досягнутий в ролі шоувумен на телебаченні, вона вирішила відмовитися від акторської діяльності (за винятком деяких спорадичних появ у фільмах та телесеріалах наступних років), і зосередитися на кар'єрі телеведучої, шоувумен й співачки, у яких вона добилася успіху й популярності міжнародного рівня.

### 1970-ті роки

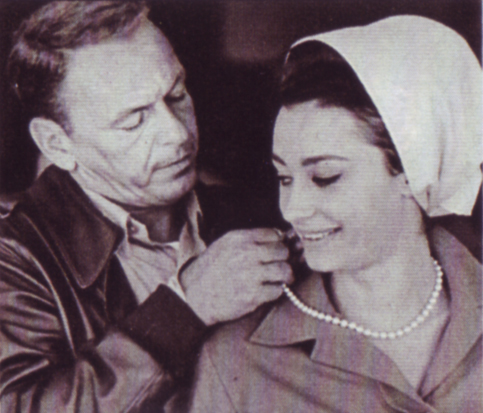
Раффаелла Карра і Френк Сінатра у фільмі «Поїзд фон Райєна» (1965)

Сезон 1969—70 років був відзначений успіхом на телебаченні шоу-вер'єте «Я, Агата і ти», яке Карра вела спільно з Ніно Таранто і Ніно Феррером, в якому вона представила новий «енергійний» та «сучасний» стиль шоувумен.
Восени 1970 року, Карра, разом з Коррадо, стала ведучою пісенного телеконкурсу «Концоніссіма», де викликала скандал через свій виступ з оголеним пупком, її пісня «Ma che musica maestro!», яка була використана для вступної заставки передачі, очолила чарти, її продажі склали 200 000 копій. Раффаелла підкорила своєю піснею не лише італійський музичний «Олімп», але й підійняла рейтинги телепереглядів конкурсу до небаченного до цього рівня, після чого вона стала новою зіркою італійського шоу-бізнесу. З огляду на високі результати телепереглядів минулого року, телерадіокомпанія RAI вирішила запросити тих самих ведучих й для ведення нового сезону телеконкурсу. 1971 року Карра повернулася на «Канцоніссіму», виконавши три пісні, які також вийшли як сингли: «Chiesa se va», «Maga Maghella» (призначена для дитячої аудиторії) і знаменита «Tuca tuca» зі скандальним балетним супроводом. Цензура заборонила компанії RAI транслювати останній випуск третьої частини програми, через «занадто сміливу» і «провокаційну» хореографію Карри. Тільки після виступу Карри разом з Альберто Сорді, заборонений танець подолав початкову цензуру і суперечки, отримавши велику популярність в народі. На хвилі успіху на «Канцоніссімі-70», який їй перший великий хіт «Ma che musica maestro», Карра, 1970 року, випустила свій перший альбом «Raffaella», що містив цю пісню. 1971 року Карра випустила ще один альбом, що став хітом, «Raffaella Carra». Альбом також містив пісню «Borriquito», яка стала першим хітом співачки на ринку латинських країн.

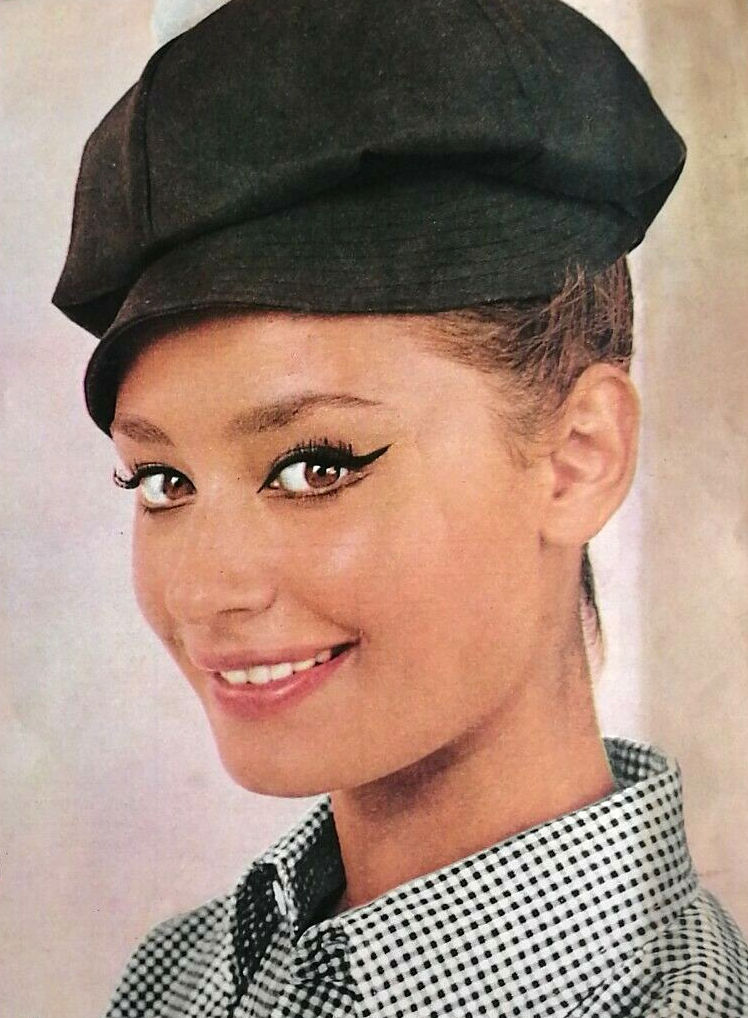
Раффаелла Карра, 1963 рік

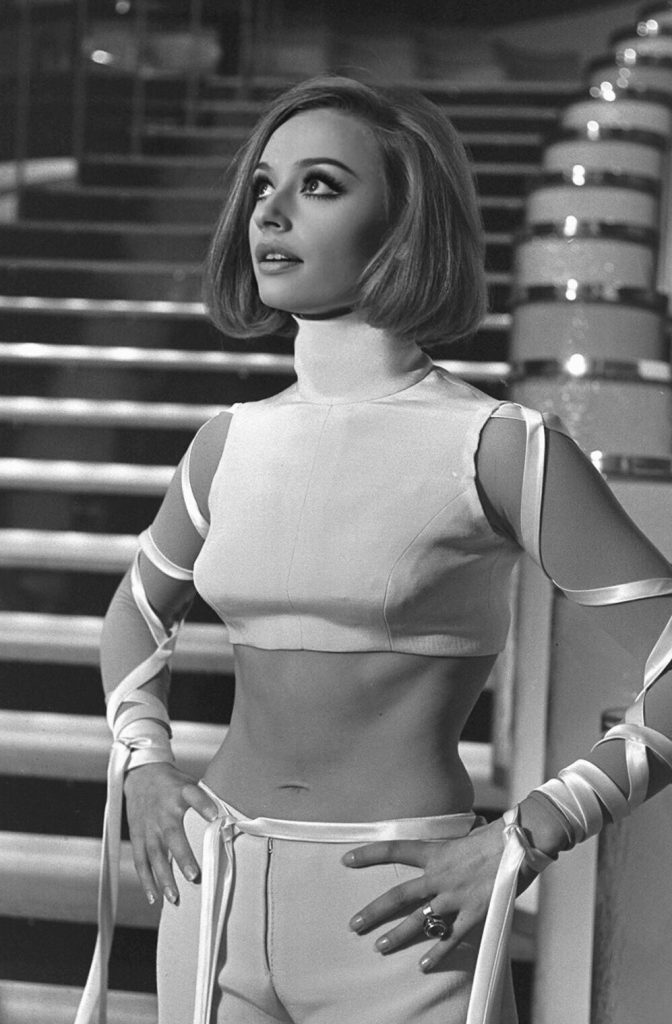
Раффаелла Карра на «Канцоніссімі» 1970 року

Також у 1971 році Раффаелла разом з актором Жоржем Декрієром брала участь в епізоді під назвою «Жінка з двома посмішками» французького телесеріалу «Арсен Люпен» (знімався між 1971—74 роками). У 1973 році Карра взяла участь у телешоу «Milleluci», де, співаючи разом з Адріано Челентано та балетом телеканалу Rai 1, виконала синхронний із музикою танець, під знамениту пісню «Prisencolinensinainciusol». Потім, у 1974 році, Карра вже сама представляла телешоу «Milleluci», яке вела спільно зі співачкою Міною (це був один з останніх телепроєктів за участю Міни, незадовго до остаточного залишення телесцени), яка мала великий успіх у публіки, на цій передачі за Раффаеллою остаточно затвердився статус універсальної танцюристки.
На хвилі великого успіху телешоу Раффаелла випустила однойменний альбом «Milleluci», який загалом складався з каверів. Того ж 1974 року Карра втретє представляла «Канцоніссіму», цього разу вона вела конкурс самотужки, виступаючи в дуеті з лялькою у вигляді персонажу мультфільмів «Топо Джіджо» та виконавши з нею пісню для дітей «Strapazzami di coccole». Також того року Карра випустила альбом «Felicità tà tà», що містив, крім однойменної пісні, заголовну пісню її третьої «Канцоніссіми», яка стала одним з найбільших хітів співачки у стилі диско-музики — «Rumore». Альбом мав великий успіх не лише в Італії, де став «платиновим», але й хороші результати за кордоном, де отримав кілька «золотих» сертифікацій.
Між 1975—80 роками Раффаелла заявила про себе також в Іспанії, успіх пісень співачки у цій країни змусив місцеву телекомпанію TVE запропонувати їй у 1976 році зіграти у «La hora de Raffaella Carrà» (епізоді телесеріалу «La hora de …»), завдяки якому вона стала популярною й серед іспанської публіки.
Протягом другої половини 1970-х років Раффаелла більше зосередилася на своїй кар'єрі співачки, отримавши визнання у всьому світі, зокрема, в таких країнах, як Іспанія, Німеччина, Франція, Нідерланди, Бельгія, Велика Британія, Греція, а також в країнах Латинської Америки, ставши справжнім «феноменом» експорту італійської музичної продукції у світі. Одним з найгучніших хітів стала пісня «A far l'amore comincia tu», яка у своїй англомовній версії посіла дев'яту сходинку в рейтингу найпродаваніших синглів Великої Британії й отримала кілька «золотих» і «платинових» сертифікацій у світі.
У 1976 році Раффаелла записала альбом «Forte forte forte», що вийшов у 36 країнах світу, диск отримав по кілька «золотих» сертифікацій в Іспанії, Великій Британії та Німеччини, а в Італії він був двічі «платиновим», ставши одним з найуспішніших записів співачки не лише комерційно, але й у плані його якісного виконання. А у 1977 році вийшов альбом у стилі євродиско «Fiesta», однойменна пісня якого стала своєрідним «символом» Карри-«шоувумен».
У 1978 році співачка повернулася до Італії після численних зарубіжних гастролей, ставши ведучою суботньо-вечірнього телешоу-вар'єте «Ma che sera», на якому вона виступала, співала й танцювала в супроводі таких артистів-коміків, як Паоло Панеллі, Біче Валорі, Аліг'єро Ношезе й Джорджо Бракарді, які створювали гумористичну складову програми. Особливо примітною стала пісня «Tanti auguri», що використовувалася як заставка телешоу, у ній Раффаелла співала «гімн вільної і безтурботної любові» з приспівом, який за короткий час став знаменитим («Як добре займатися любов'ю від Трієста й далі»), відео до якої було знято всередині парку «Italia in miniatura» в Ріміні; пісня відразу ж стала ще одним міжнародним успіхом співачки і була включена до альбому «Raffaella», який також мав великий успіх у публіки. Програма, однак, була невдовзі закрита, тому що викликала багато скандалів та суперечок, оскільки транслювалася у важкі й трагічні дні для Італії, пов'язані з викраденням Альдо Моро.
У 1979 році вийшов альбом «Applauso», що мав новий для співачки рекордний успіх, авторами пісень якого були, серед інших, Франко Бракарді, Джанні Бонкомпаньї та такі молоді деб'ютанти-пісняри, як Антонелло Де Санктіс і Адельмо Муссо. Диск посів 75 сходинку серед «альбомів-бестселерів» того ж року.

### 1980-ті роки

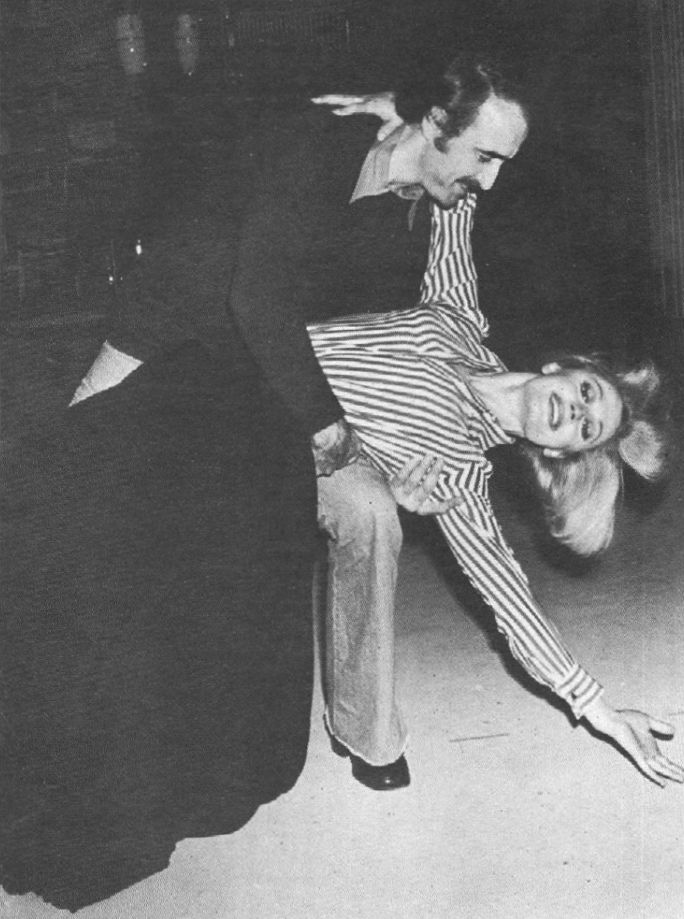
Раффаелла Карра і Клей Регадзоні на «Канцоніссімі» 1974 року

У 1980 році Раффаелла взяла участь у зніманні кінокартини режисера Джино Ланді «Барбара», що відбувалися в Аргентині, прокат фільму призначався для Південної Америки (в Італії фільм до сих пір не публікувався). Того ж року Раффаелла записала альбом «Mirateo tutto», що містив хіт «Pedro», одну з найвідоміших пісень співачки, й таку примітну композицію, як «Ratatataplan», натхненну назвою однойменного фільму Мауріціо Нікетті.
У 1981 році Раффаелла представляла передачу «Millemilioni», яка була першим експериментом міжнародної телевізійної співпраці, проєкт складався з п'яти спецпрограм, кожна з яких знімалася в різних столицях: Буенос-Айресі, Мехіко, Лондоні, Римі та Москві. Протягом трансляції програму переглянуло в середньому близько 10 мільйонів глядачів.
У 1982 році Раффаелла знову приєднався до ведучого Коррадо, представляючи телешоу «Fantastico 3», спільно з Джіджі Сабані і Ренато Дзеро. Протягом телешоу, кількість переглядів якого в середньому складала 25 мільйонів глядачів, співачка також виконувала свою знамениту пісню «Ballo ballo», яка була заставкою передачі. Пісня викликала деякі суперечки у публіки, оскільки звинувачувалася в плагіаті пісні «Eleanor Rigby» гурту «The Beatles». Слідом за великим успіхом суботньої вечірньої програми «Fantastico» вийшов альбом «Raffaella Carrà 82», аранжувальниками й композиторами якого, серед інших, були Франко Бракарді і Даніло Ваона, а серед піснярів можно було побачити, окрім Джанні Бонкомпаньї й Джанні Бельфіоре, ще й Джанкарло Магаллі. Також 1982 року співачка стала почесним гостем Фестивалю «Вінья-дель-Мар» в Чилі.
В лютому 1983 року, після успіху «Fantastico 3», Карра була вперше запрошена як супер-гість пісенного фестивалю «Санремо-83». Спеціально для фестивалю, «в поспіху і люті», як заявила сама співачка, вона записала пісні «Soli sulla luna» і «Ahi» (написані тріо: Вальсільйо-Паче-Депса).

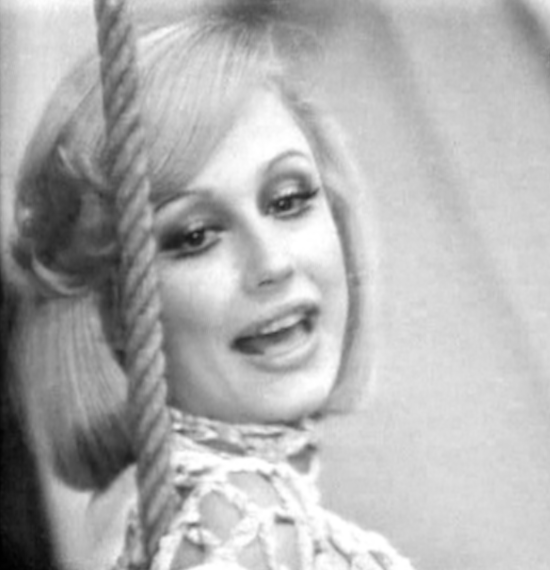
Раффаелла Карра під час виконання пісні «Felicità-ta-ta» (1974)

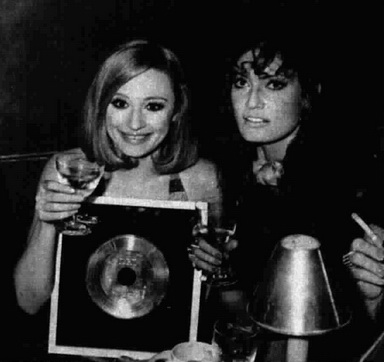
Раффаелла Карра і Маріса Мелл (1972)

З 1983 по 1985 рік Раффаелла вела на каналі Rai 1 передачу «Pronto, Raffaella?», першу розважальну полуденну програму телемережі RAI, на якій вона остаточно затвердила себе як ведуча, підкресливши, що вона має якості не лише шоувумен, але також конферансьє і «господині передачі», яка здатна на рівних спілкуватися, як зі знаменитими гостями, так і з телеглядачами, які дзвонили для участі в іграх програми. Програма стала першою телевізійною співпрацею Раффаелли з Джанні Бонкомпаньї (режисером і автором проєкту, спільно з Джанкарло Магаллі), «Pronto, Raffaella?» складала пряму конкуренцію іншій схожій за складовою передачі «Il pranzo è servito», яку вів на інших каналах друг співачки, ведучий Коррадо, з яким, надалі, у 1991 році, вона також вела церемонію нагородження телепремією «Telegatti». В основі трансляції полягала взаємодія з аудиторією за допомогою різних телефонних ігор. Однією з символічних ігор, яка характеризувала передачу в колективній уяві публіки, була так звана «гра в боби». Передача каналу Rai 1 відразу ж отримала великий успіх у публіки, досягнувши дуже високих результатів перегляду, які за короткий час склали 4.5 мільйонів глядачів, максимальний пік сягав 9 мільйонів. Незабаром трансляція стала предметом наслідування телеканалів Бразилії, Аргентини, Німеччини та Франції, які випустили передачі аналогічного формату. Також на цій передачі Раффаелла співала: «Fatalità» — стала головною піснею програми першого випуску, а «Qué dolor» — другого.
Успіх «Pronto, Raffaella?» у 1984 році удостоїв Карру титулу «Телезірка європейського рівня», присвоєного Європейською асоціацією тележурналів. Того ж року Раффаелла підписала мільйонний контракт на два роки з компанією із виробництва кухонних меблів «Scavolini» під слоганом «Найулюбленіша італійцями». Того ж таки 1984 року продовження договору Карри з телекомпанією RAI опинилося в центрі бурхливої дискусії з тодішнім прем'єр-міністром Беттіно Краксі, який вважав «аморальним і скандальним» суму, яку мала заробити ведуча за два роки ексклюзивної угоди (на той час 6 мільярдів лір). У ці роки вийшли успішні альбоми співачки «Fatalità» (1983) і «Bolero» (1984). У період з 1985 по 1986 рік Раффаелла Карра вела у тижневику «Radiocorriere TV» рубрику «Зустрічі Раффаелли», де вона брала інтерв'ю у політичних діячів і діячів шоу-бізнесу.
Протягом телевізійного сезоні 1985—86 років Раффаелла була ведучою супершоу «Buonasera Raffaella» (яка була прайм-тайм-версією «Pronto, Raffaella?»), перші десять серій якого транслювалися з Риму, а останні п'ять — в прямому ефірі зі студій «Rai Corporation» в Нью-Йорку (на сьогодні не функціонує), завдяки каналу «Rai International», глядач міг побачити передачу по всій Північній та Південній Америці. Окрім ведення інтерв'ю, Раффаелла іноді виступала дуетом з різними видатними гостями передачі, серед яких були: Генрі Кіссинджер, Джо Кокер, Ріккардо Коччанте, Патті Право, Стіві Вандер, Джинджер Роджерс і Семмі Девіс-молодший. Протягом передачі вона виконала такі пісні-сингли, як «Fidati!» і «Bellissimo». Вступна і завершальна пісні-заставки передачі увійшли до альбому Карри «Fidati!», що вийшов того ж року. Через високий кошторис передачі Раффаелла знову опинилася у центрі критики, особливо це стосувалося епізодів, що транслювалися через супутник з США. Передача мала великий успіх, чим викликала інтерес американських телеканалів, які запрошували Раффаеллу на найвідоміші ток-шоу того часу, на яких у неї брали інтерв'ю Джонні Карсон, Ед Салліван і Девід Леттерман.
Наступного сезону 1986—87 років Раффаелла вела передачу «Domenica in», яка була створена ведучим Коррадо ще у 1976 році. Також протягом передачі Карра співала: її пісня «Curiosità» стала заставкою передачі, а «Casa dolce casa» завершувала програму. «Curiosità» також була примітна й тим, що це була одна з перших пісень на італійському телебаченні, під час виконання якої використовувалася комп'ютерна графіка. Примітною подією участі Карри на «Domenica in» стало те, що в одному з випусків передачі від листопада 1986 року, вона відреагувала на статтю, опубліковану в тижневику-таблоїді «Novella 2000», пригрозивши порушити судовий позов проти цього видання, яке звинуватило її у нехтуванні до своєї вмираючої матері. Мати Карри померла у 1987 році, співачка вшанувала її пам'ять під час іншого випуску «Domenica in», присвятивши їй пісню «I thank you life».
У 1987 році Раффаелла перейшла працювати на медіа-холдинг «Fininvest», підписавши мільярдний контракт на два роки. Перша поява Карри, в рамках контракту, відбулася 27 грудня 1987 року на Canale 5: пізно ввечері була показана спеціальна програма під назвою «Benvenuta Raffaella» з закулісними кадрами і відео репетицій її нового телешоу, а також інтерв'ю з самою Раффаеллою і її тодішнім співмешканцем, Серджо Япіно, який був також директором і хореографом цієї передачі. Саме телешоу дебютувало 9 січня 1988 року під назвою «Raffaella Carrà Show». Потім, навесні 1989 року, розпочалася трансляція другого й останнього телепроєкту в рамках угоди, під назвою «Il principe azzurro», яку Карра так само вела на Canale 5. Обидва шоу, що транслювалися в мережі телекомунікаційної корпорації «Mediaset», не лише не мали хороших рейтингів переглядів у телеглядачів, але й, у деякому сенсі, навіть зменшили популярність Карри.

### 1990-ті роки

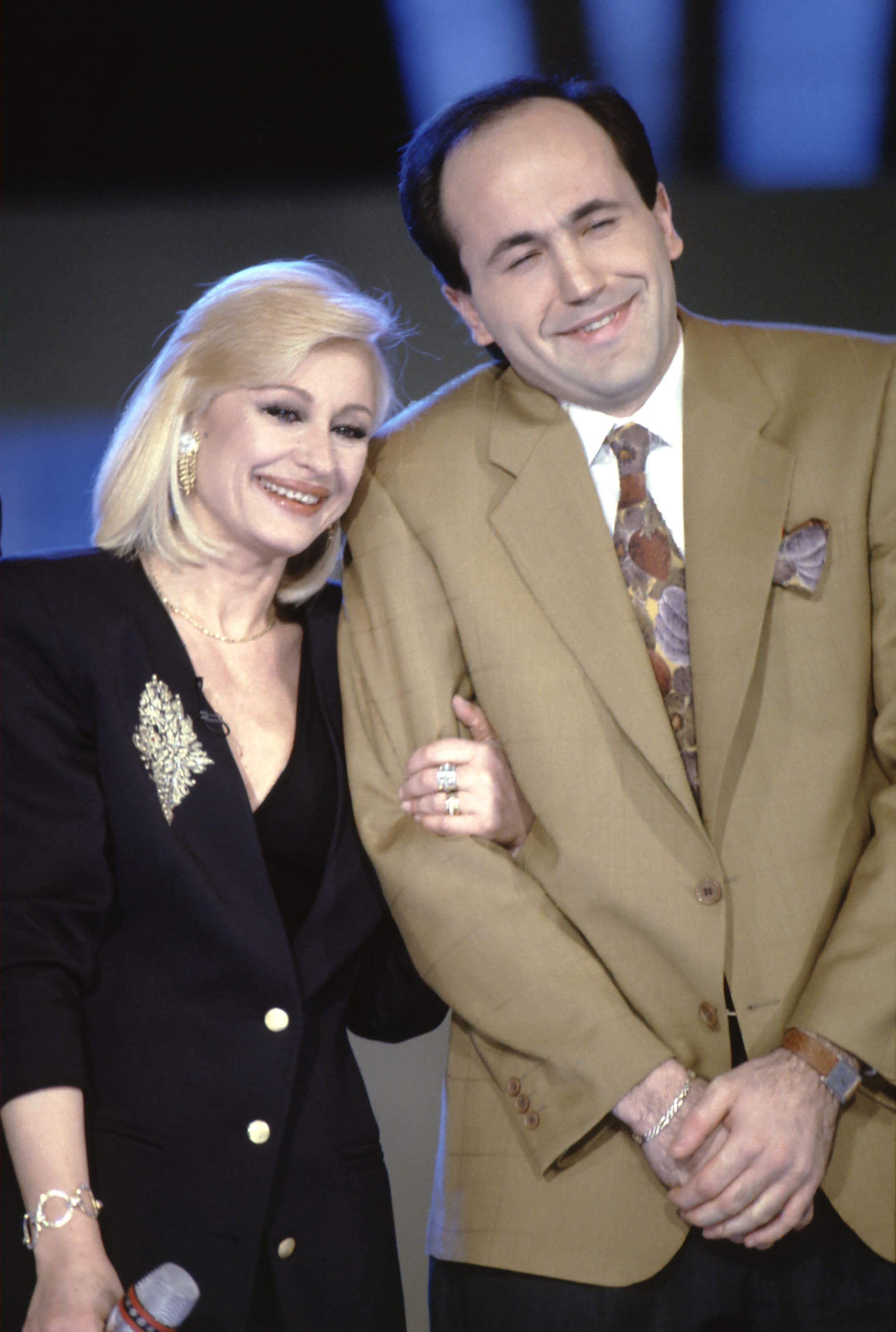
Раффаелла Карра і Карло Фрізі на передачі «Ricomincio Da Due» (1990)

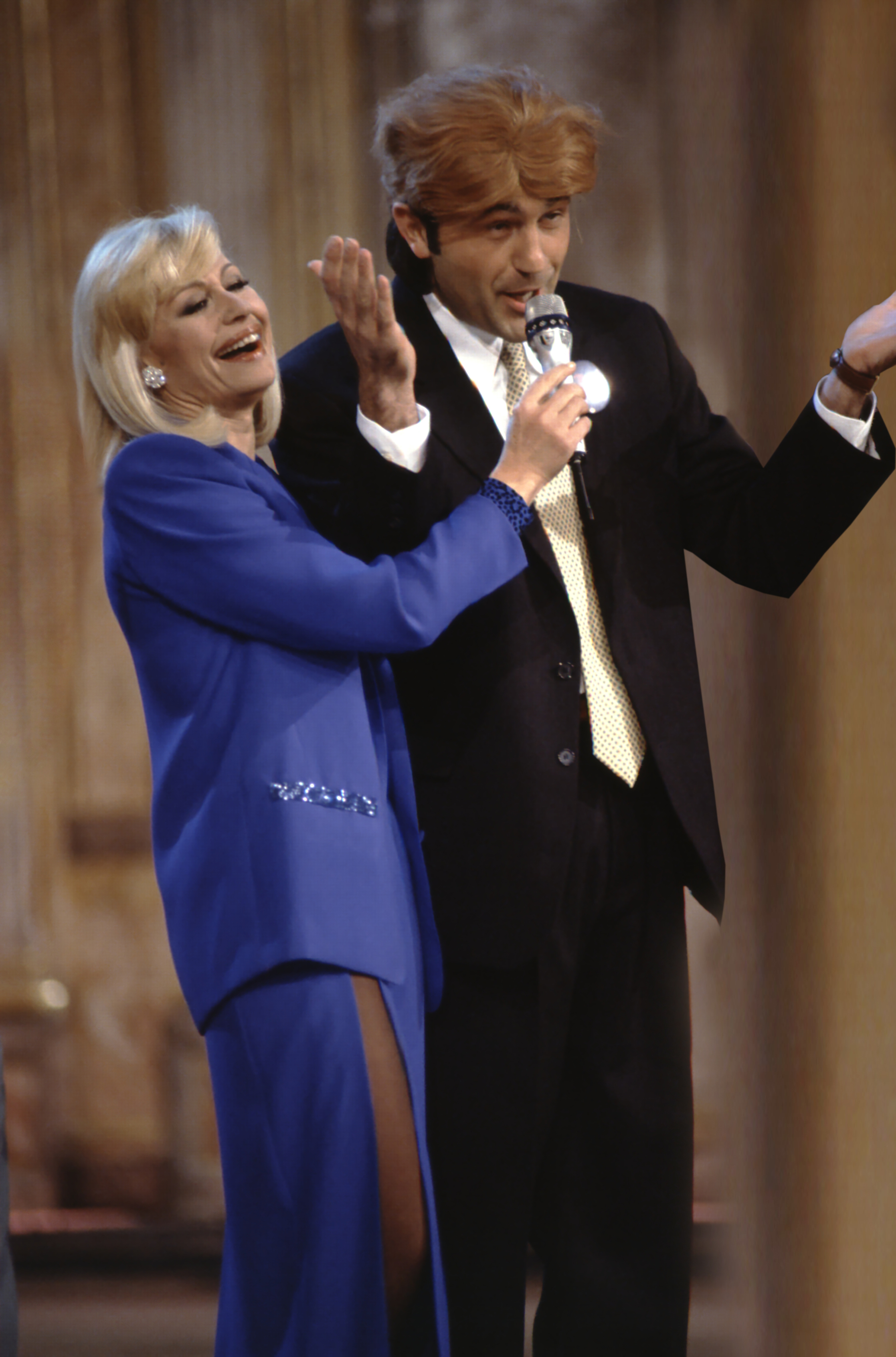
Раффаелла Карра і Карло Фрізі на передачі «Fantastico 12» (1991)

Після завершення дії контракту з «Fininvest», на початку січня 1990 року Раффаелла повернулася на RAI, де почала вести нове телешоу «Raffaella Venerdì, Sabato e Domenica… E saranno famosi», передача виходила в ефір щоп'ятниці раннім вечором й щосуботи та щонеділі о 12:00 годині. Також передача мала сиквел під назвою «Ricomincio da due», який транслювався тільки щосуботи й щонеділі в обідній час. Обидві програми транслювалися на каналі Rai 2 й мали високі рейтинги переглядів, що повернуло популярність Раффаеллі. У травні 1991 року, через кілька тижнів після завершення трансляції програми, Раффаелла, спільно з ведучим Коррадо, який також був останнім гостем її телешоу, вела церемонію нагородження телепремією «Телегатто».
Окрім цього, у червні 1990 року, разом з Джіджі Сабані, Раффаелла була ведучою «Cuando Calienta el sol», телепрограми у двох частинах, що транслювалася не лише в Італії, але й в Іспанії. Також у 1991 році, разом з Джонні Дореллі, Раффаелла вела черговий сезон телешоу-вар'єте «Fantastico 12», яке транслювалося щосуботи вечором на каналі Rai 1. Особливо пам'ятним став випуск телешоу від 19 жовтня за участі гостя програми Роберто Беніньї, який запам'ятався тим, що імітував обійми нижче пояса з Раффаеллою та провокував, перераховуючи різні назви чоловічих та жіночих статевих органів, через що шоу одержало нижчий рейтинг, ніж то очікувалося.
Між 1992—95 роками Раффаелла знову виступала Іспанії. Перші два роки на каналі TVE 1 вона була ведучою трьох епізодів передачі «Hola Raffaella», за що була нагороджена трьома преміями «TP de oro», що було іспанським аналогом італійської нагороди «Телегатто»; а також вела передвечірню передачу «A las 8 con Raffaella», яка остаточно затвердила за нею в Іспанії статус популярної ведучої (пізніше телемережа TVE часто запрошувала Раффаеллу вести одноденні телезаходи, наприклад, такі як святкування Нового 1998 року). Окрім цього, протягом сезону 1994—95 років Раффаелла працювала на іспанському каналі «Telecinco», який належав італійській телекомпанії «Fininvest», де вела денну передачу «En casa con Raffaella» (який був іспанським аналогом телешоу «Pronto, Raffaella?»). Успіх передачі був настільки великий, що після завершення сезону трансляції, канал «Telecinco» запропонував Раффаеллі новий ексклюзивний дворічний контракт, від якого вона відмовилася, щоб повернутися й знову працювати в Італії.
Наприкінці 1995 року Раффаелла повернулася на канал Rai 1, будучи ведучою суботнього вечірнього телешоу «Carràmba! Che sorpresa». Програму вона придумала разом з Серджо Япіно і Брандо Джордані, натхненням до її створення послужило британське телешоу «Surprise surprise!». Протягом передачі, яка транслювалася у прямому ефірі, Раффаелла, разом з Серджо Япіно, влаштовувала глядачам та гостям, що знаходилися у залі проведення зйомок, — «сюрпризи», у вигляді несподіваних зустрічей з близькими людьми (родичі, друзі), яких вони давно не бачили. Окрім цього програма мала й розважальну складову, задля цього на неї запрошувалися такі знамениті гості, як Адріано Челентано, Мадонна, Брітні Спірс, Роббі Вільямс й інші. Програма, вже з першого випуску, зібрала рекордну аудиторію телеглядачів, що в середньому складало 10 000 000 глядачів, такі самі результати мали й її наступні випуски. 1998 року назва програми була змінена на «Carràmba! Che fortuna», тому що ще однією її складовою було відродження «Лотереї Італії» (з якою вона вже була об'єднана ще у 1996 році). Після цього її трансляція виявилася навіть ще успішнішою, ніж попередні випуски, пік її переглядів складав 66 %, що відповідало 14 мільйонів глядачів. 1996-го і з 1998 по 2000 роки одночасно з передачами «Carràmba! Che sorpresa»/«Carràmba! Che fortuna», Раффаелла також вела телешоу-вар'єте «40 minuti con Raffaella», «Centoventitré» і «I Fantastici di Raffaella», які були щоденними 40-хвилинними уривками основної вечірньої суботньої програми.
У 1997 році Раффаелла відмовилася бути ведучою фестивалю «Санремо» разом з П'єро К'ямбретті, поступившись місцем Майку Бонджорно і Валерії Маріні (як сказав сам К'ямбретті в інтерв'ю 2018 року). У 1997 році Раффаелла знялася у чотирьохсерійному міні-серіалі компанії RAI під назвою «Випадкова мама» режисера Серджо Мартіно, у якому вона зіграла головну роль, репортера-одинака. Також у серіалі, який транслювався у прайм-тайм на каналі Rai 1, знялися Рей Лавлок, Жан Сорель, Мауріціо Кроцца і Карла Сіньйоріс.

### 2000-ні роки
У 2000 році Раффаелла вдруге була ведучої церемонії нагородження «Телегатто», що транслювалася на Canale 5, разом з Паоло Бонолісом (надалі вона була ведучою цієї церемонії й 2004 року, разом з Джеррі Скотті і Лореттою Годжі).
У 2001 році, разом з П'єро К'ямбретті, Енріко Папі, Меґан Ґейл та Массімо Чеккеріні, Карра презентувала 51-й сезон фестивалю «Санремо», який був не дуже успішним. 51-й сезон найважливішого музичного фестивалю Італії опинився в центрі критики, як через його телевізійну реалізацію, так і через його презентування.
Після довгої річної перерви, через невдале проведення фестивалю «Санремо», з 24 січня 2002 року Раффаелла повернулася у вечірній ефір на канал Rai 1, презентуючи четвертий сезон «Carràmba! Che sorpresa». 2004 року вона вела програму «Sogni», за сценарієм якої, надихнувшись «Carràmba! Che sorpresa», зосередилася на можливості «здійснення мрій» італійців, а у 2006 році програму «Amore», яка була повтором експерименту здійсненого в телешоу «Contigo» іспанської телекомпанії TVE, присвяченого усиновленням на далекі відстані. Метою телешоу було зібрати кошти для дітей найбідніших країн світу, вдалося зібрати близько 130 000 €.
У 2006 році актор Фабіо Каніно, за сприяння Роберто Манчінеллі, присвятив Раффаеллі книгу, опубліковану видавництвом «Sperling & Kupfer», під назвою «RAFFAbook», яка була оглядом довгої кар'єри шоувумен. Окрім цього, артистці був присвячений епізод телепрограми «La storia siamo noi». Того ж року, Тіціано Ферро випустив альбом «Nessuno è solo», у якому була пісня «E Raffaella è mia», присвячена Каррі, артистка знялася у відеокліпі до неї. Цього ж часу, іспанська співачка Розер випустила альбом «Raffaella», який містив найкращі хіти Карри іспанською мовою й був даниною їй. Також у 2006 році, Раффаелла, разом з Роббі Вільямсом, брала участь в програмі Дієго Армандо Марадони «La noche del 10».

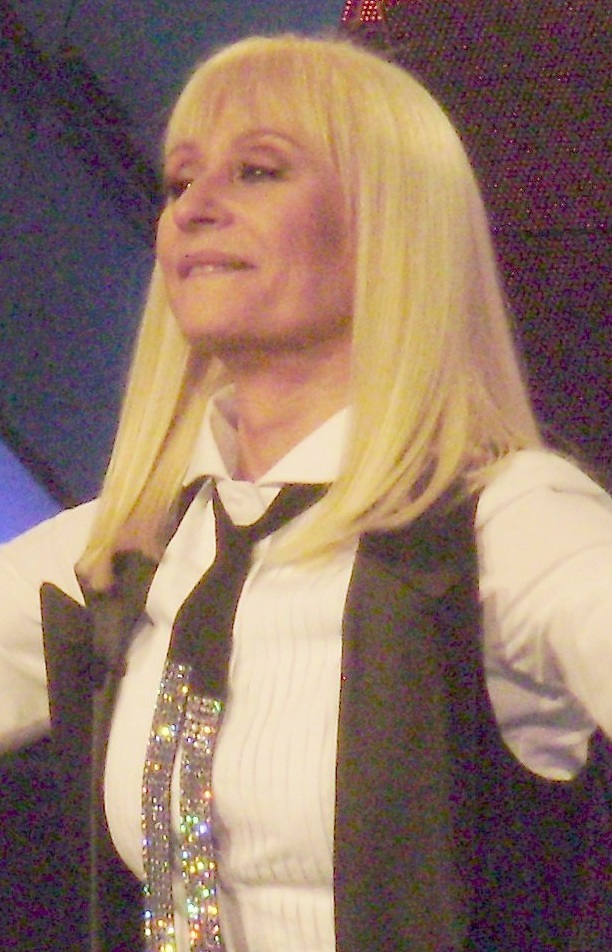
Раффаелла Карра під час останнього випуску «Carràmba! Che fortuna» 2008 року

30 листопада 2007 вийшла збірка співачки «Raffica Carrà», яка складалася з двох CD і одного DVD, який містив відеозаписи всіх пісень Раффаелли, виконаних протягом всієї кар'єри. Збірка посіла 15 сходинку в італійському рейтингу FIMI, було продано більше 50.000 копій.
У 2008 році телекомпанія TVE запросила Раффаеллу для участі у трьох програмах, пов'язаних з пісенним конкурсом «Євробаченням». На першому телешоу, «Salvemos Eurovisión», що виходило в ефір з 8 березня, глядачі, через телефонне голосування, вибирали пісню з 10 варіантів, запропонованих користувачами «Myspace», для її виконання на тогорічному конкурсі «Євробачення», що відбувся в травні в Белграді.
Після завершення дії контракту з іспанським телебаченням, Раффаелла повернулася на Rai 1, де почала вести новий сезон телешоу «Carràmba! Che fortuna» (на згадку про недавню участь у проєктах телемережі TVE, вона запросила на свою програму деяких співаків, пов'язаних з «Євробаченням-2008»), що мало успіх, передача в середньому збирала 5.000.000 глядачів. Крім того, набагато зросла виручка «Лотереї Італії», розіграш якої проводився на телешоу, порівняно з попередніми роками: було продано більше 18 мільйонів купонів (що на 25.5 % більше в порівнянні з попереднім 2007 роком). Раффаелла Карра була ведучою, яка вела кілька програм, пов'язаних з «Лотереєю Італії»: «Канцоніссіму», «Fantastico», «Carràmba! Che sorpresa» і «Carràmba! Che fortuna».
Пізніше вона знову повернулася до Іспанії, де вела епізод місцевої версії американського телешоу «Saturday Night Live» на каналі Cuatro.
Також у 2008 році була опублікована книга Антімо Верде «Міф за три хвилини» — творча біографія, заснована на дослідницькій роботі по вивченню кар'єри Раффаелли Карри. 7 листопада того ж року вийшов другий бокс-сет співачки, «Raffica — Balletti & Duetti», який складався з двох CD та DVD, що містив вибіркові телевізійні виступи Карри, включаючи дуети з Міною на передачі «Milleluci», знамените виконання «Tuca Tuca» з Альберто Сорді на «Канцоніссімі» 1971 року, «Money Money» з Лореттою Годжі на «Fantastico 12» і балети з передачі «Millemilioni», записані в різних містах світу. Бокс-сет посів 66 сходинку в Італії, згідно рейтингу FIMI, й 2 сходинку серед найпродаваніших музичних DVD.
Того ж року Раффаелла стала автором «Il Gran Concerto», телевізійної програми на каналі Rai 3, в якій Великий національний симфонічний оркестр RAI представив класичну і оперну музику для аудиторії з 700 дітей й підлітків. Метою програми було «відкриття» для дітей класичної музики, її ведучим був Алессандро Греко, а режисером — Серджо Япіно.

### 2010-ті роки

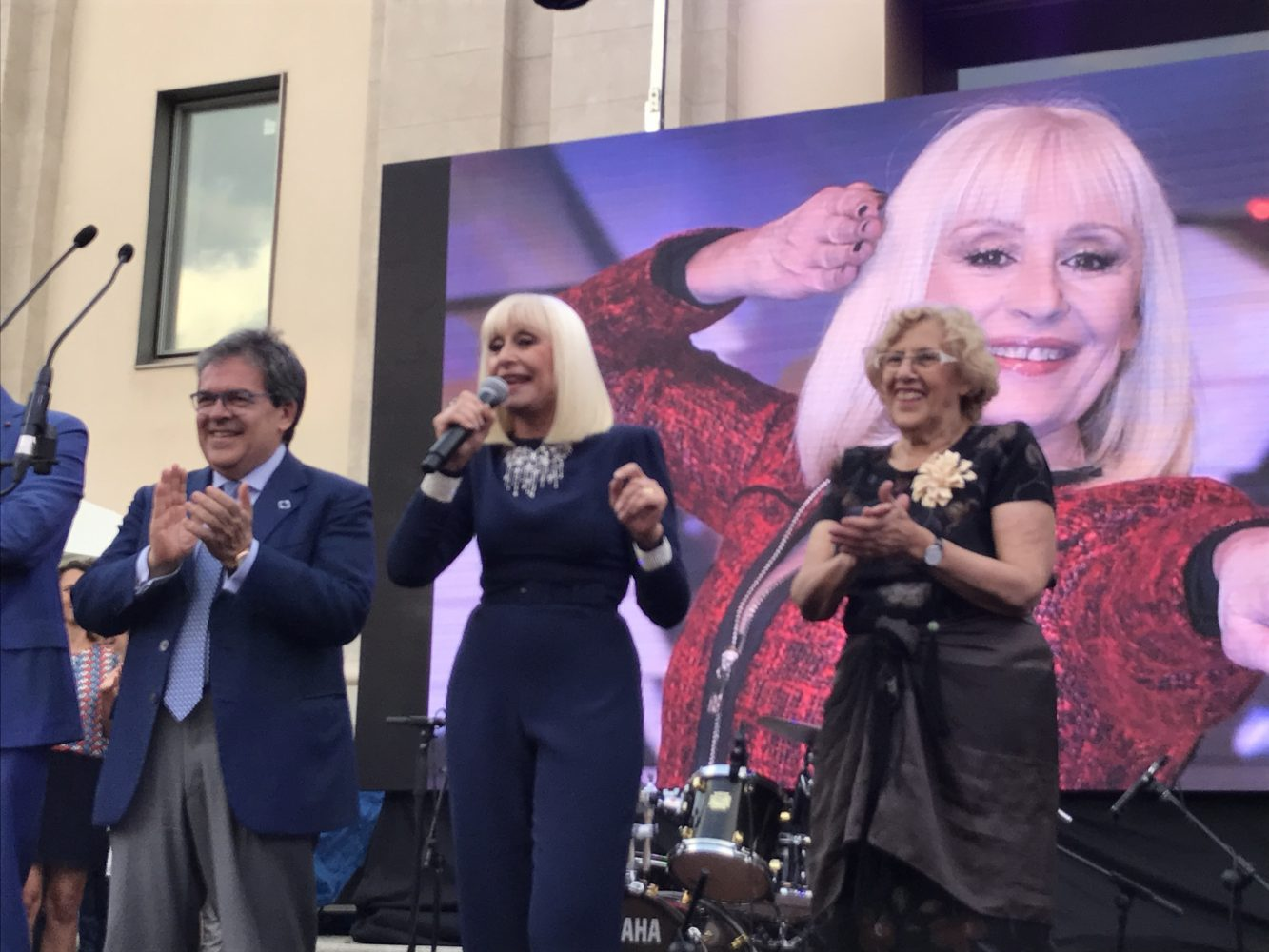
Раффаелла Карра разом з мером Катанії Енцо Б'янко і мером Мадрида Мануелою Карменою. (Мадрид, 2017)

З 2010 року Раффаелла представляла продукцію компанії «Danone», до 2012 року вона зняла кілька рекламних роликів, що транслювалися у різних національних телемережах. 7 серпня 2011 року в Ріміні під час фестивалю «Milleluci», присвяченого Каррі, близько 250 пар танцювали «Tuca Tuca», танець, якому виповнилося 40 років (Раффаелла вперше його станцювала з Енцо Паоло Туркі на «Канцоніссімі» 1971—72 років). 2010 року співачка записала в дуеті з Ренато Дзеро пісню «Triangolo», яка потрапила до його альбому «Sei Zero». 5 жовтня того ж року вона також виступила на концерті Дзеро. 2011 року, після 13 років відсутності, Італія відновила участь в пісенному конкурсі «Євробачення», для чого компанія RAI вибрала Карру ведучою та коментаторкою для Італії заключного вечору заходу, де вона озвучувала голоси, присуджені журі та телеглядачами.
Влітку 2011 року Раффаелла записала ремікс до одного зі своїх класичних хітів «A far l'amore comincia tu», що отримав назву «Far l'amore». Автором ремікса став відомий французький ді-джей Боб Сінклер, який також був співведучим Раффаелли на фіналі «Євробачення-2011», саме на цьому конкурсі у нього з'явилося бажання записати разом зі співачкою пісню й створити відповідний кліп до неї. Ремікс став новим міжнародним успіхом, пізніше він був вставлений режисером Паоло Соррентіно як саундтрек до його фільму «Велика краса» 2013 року. Наступного року кінокартина була удостоєна «Оскара» як найкращий фільм іноземною мовою.
Пізніше, разом з актором Нері Маркоре, Раффаелла взяла участь у зніманні деяких рекламних роликів телекомпанії TIM, де зіграла королеву Кастилії Ізабеллу. У жовтні 2011 року, четвертий рік поспіль, вона знову стала автором телепрограми каналу Rai 3 «Il Gran Concerto», яку вів Алессандро Греко.
У червні 2012 року Раффаелла брала участь в концерті «Concerto per l'Emilia» на підтримку населення, яке постраждало від землетрусу 20 і 29 травня 2012 року, на якому виконала свій хіт «Rumore». У січні 2013 року Раффаелла планувала повернутися на канал Rai 1, щоб стати ведучою суботнього вечірнього ефіру, який вона востаннє вела десять років тому: програма з попередньою назвою «Auditorium» повинна була скласти конкуренцію шоу-талантів «Italia's Got Talent» на Canale 5, але в жовтні 2012 року директор телерадіокомпанії RAI Джанкарло Леоне оголосив, що початок трансляції буде перенесено на пізніший термін, але потім програму взагалі скасували. У лютому 2013 року Раффаелла стала одним з тренерів, разом з такими виконавцями як Ноемі, П'єро Пелу і Ріккардо Коччанте в програмі «Голос Італії», шоу-музичних талантів на каналі Rai 2, організоване Фабіо Трояно і Кароліною Ді Доменіко. 16 липня 2013 року співачка випустила танцювальний сингл «Replay», який став передумовою випуску її нового альбому під назвою «Replay (The Album)», що вийшов через сімнадцять років після її останнього альбому.
Альбом вийшов 19 листопада 2013 року в супроводі другого синглу «Cha Cha Ciao». Того ж року Раффаелла зіграла саму себе у святковому фільмі «Щасливі перерви» режисера Нері Паренті. 2014 року співачка знову брала участь в «Голосі Італії», знову як тренер, разом з П'єро Пелу, Ноемі і репером J-Ax (який замінив Ріккардо Коччанте). Змінилися також й ведучі програми: Фабіо Трояно і Кароліну Ді Доменіко замінили Федеріко Руссо і Валентина Корреані. У лютому того ж року співачка була гостем першого вечору фестивалю «Санремо», на якому вона виконала попурі, що складалося з пісень її останнього альбому, рейтинги телепеглядів цього епізоду й другого загалом склали 55,36 %.

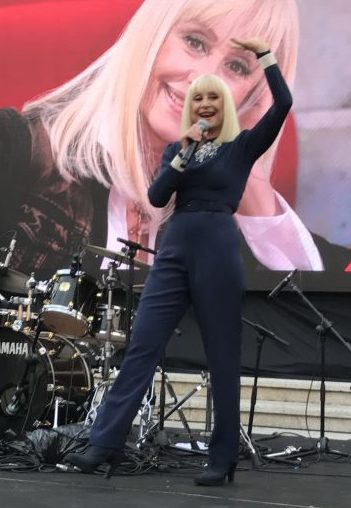
Раффаелла Карра разом з мером Катанії Енцо Б'янко і мером Мадрида Мануелою Карменою. (Мадрид, 2017)

Протягом телесезону 2014—15 років Раффаелла повернулася на Rai 1 з новим шоу-талантів під назвою «Forte forte forte». Назвою телешоу послужила одна з найвідоміших пісень Карри (до якої Бобом Сінклером також був створений ремікс під назвою «Forte»), передача транслювалася у прайм-тайм щоп'ятниці з 16 січня по 13 березня 2015 року. Слідом за цим телепроєктом вийшла п'ята офіційна збірка пісень співачки «Forte forte forte — Hits & Rarities», до якої потрапило багато рідкісних записів опублікованих на французькій, англійській, німецькій, грецькій та іспанській мовах.
З 24 лютого 2016 року Раффаелла знову почала брати участь як тренер у програмі Rai 2 «Голос Італії», на цей раз з такими виконавцями як Еміс Кілла, Макс Пеццалі і Дольченера; в заключній серії співачка оголосила, що йде з програми назавжди. 19 грудня 2016 року Раффаелла, як ведуча, з успіхом провела гала-концерт на честь 60-річчя («Gala 60 años juntos») іспанського суспільного телебачення TVE. Влітку 2017 року вона стала музичним продюсером, стримуючи обіцянку, дану під час прямого ефіру у півфіналі попереднього випуску «Голосу Італії», для одного з учасників цього телешоу, Самуеля П'єтрасанти.
13 жовтня 2018 року Карра була нагороджена Орденом «Громадянських заслуг» послом Іспанії в Італії Альфонсо Дастісом від імені короля Іспанії Філіпа VI.
30 листопада 2018 року вийшов різдвяний альбом «Ogni volta che è Natale», який ознаменував собою не лише велике музичне «повернення» Карри через п'ять років після її останньої студійної роботи («Replay — The Album»), але й повернення на телевізійну сцену після двох років відсутності, вона стала гостем Фабіо Фаціо на передачі «Che tempo che fa» і Карло Конті на передачі «Un Natale d'Oro Zecchino». Альбом містив раніше не видану пісню, «Chi l'ha detto», яка спочатку була опублікована 16 листопада на радіо і 23 листопада на YouTube, з офіційним відеокліпом до неї, який Карра продемонструвала у своєму офіційному акаунті у Твіттер.
Весною 2019 року Раффаелла повернулася на телебачення як ведуча програми, що містила інтерв'ю з відомими діячами індустрії розваг, культури та спорту під назвою «A raccontare comincia tu», натхненної іспанською програмою «Mi casa es la tuya», яка транслювалася щочетверга раннім вечором на каналі Rai 3 протягом шести тижнів, з 4 квітня по 9 травня. Програма була доволі успішною, через що її показ був відновлений новим циклом з чотирьох серій, які транслювалися з 24 жовтня по 14 листопада. 17 листопада 2019 року Раффаелла Карра дала своє останнє телеінтерв'ю в програмі «Che tempo che fa» на каналі Rai 2.

### 2020-ті роки
У жовтні 2020 року в іспанських кінотеатрах вийшов фільм «Повітряна куля» режисера Начо Альвареса за мотивами пісень Карри, яка також була присутня у цій картині в епізодичній ролі камео. З 25 січня 2021 року доступна італійська версія цієї картини, також фільм доступний в потоковому режимі.

#### Смерть

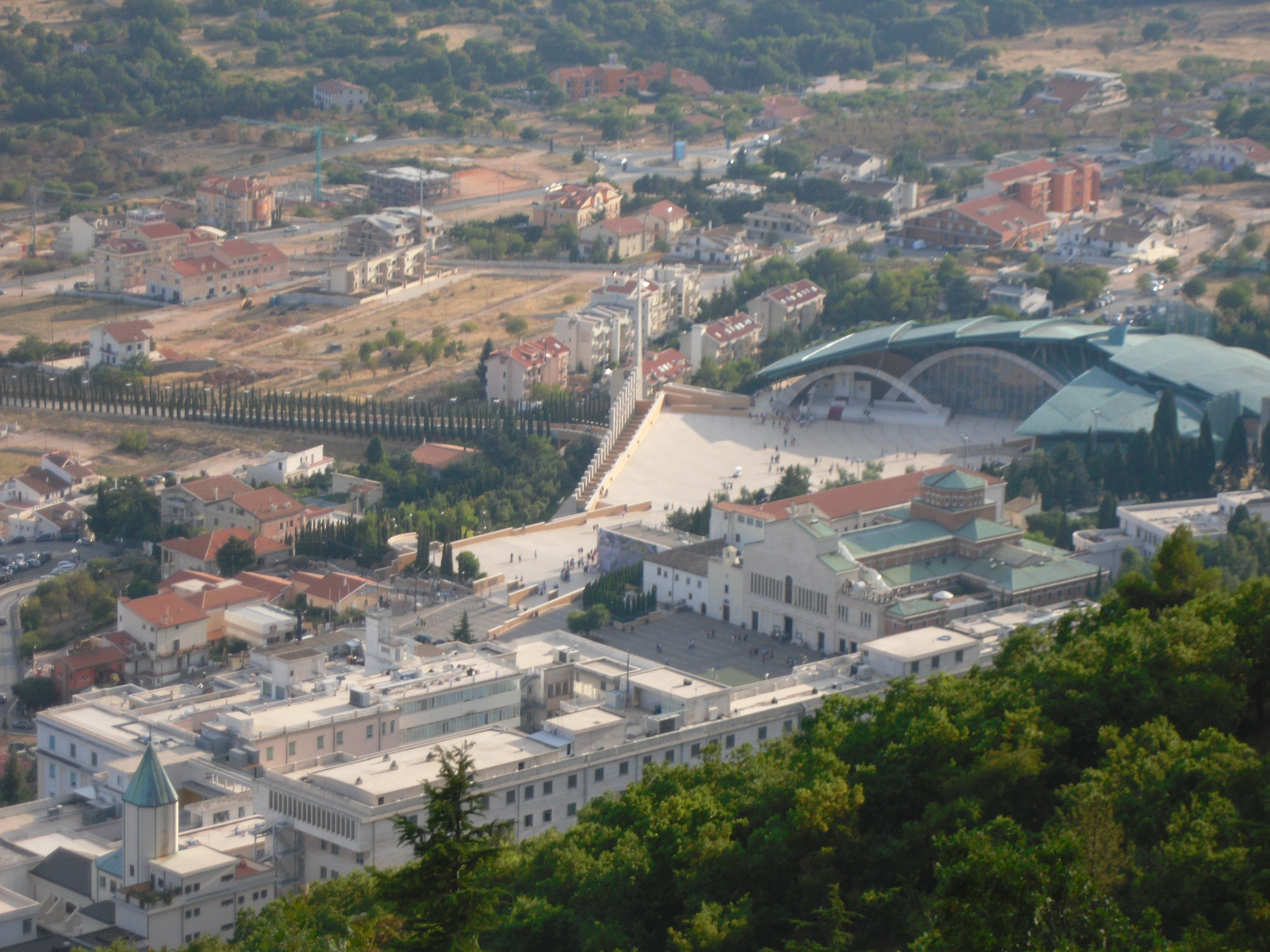
Святилище Сан-Піо-да-П'єтрельчина, якому Раффаелла Карра була віддана

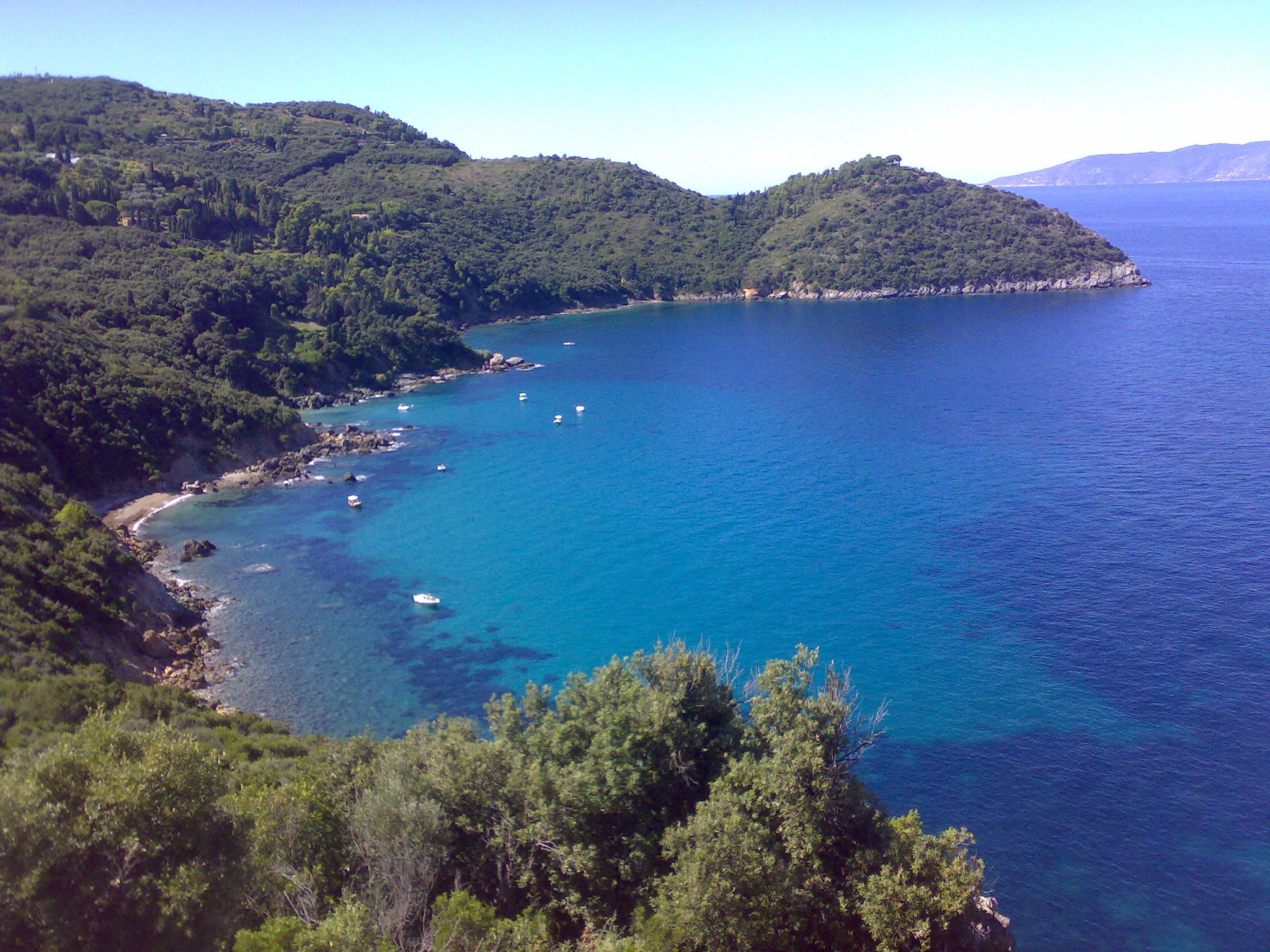
Місцевість Монте-Арджентаріо

Раффаелла Карра померла в Римі 5 липня 2021 року у віці 78 років після тривалої хвороби (рак легені), яку артистка приховувала від широкої публіки. Про смерть Карри офіційно повідомив її колишній цивільний чоловік Серджо Япіно.
Наступного дня відбулася похоронна процесія, під час якої велика кількість людей віддала їй данину поваги: покинувши римський будинок артистки (на Віа Немея, 21), катафалк зупинився біля аудиторії телерадіокомпанії RAI («Auditorium Rai del Foro Italico»), звідки протягом багатьох років йшла трансляція телешоу «Carràmba! Che sorpresa»; другою зупинкою стали студії (на Віа Теулада, 66), де у 1961 році відбувся дебют Карри на телебаченні разом з Лело Луттацці у програмі «Tempo di danza» і звідки у 1980-х роках транслювалося телешоу «Pronto, Raffaella?». Процесія також зупинилася в «Театро делле Вітторіо», звідки транслювалося багато програм RAI, у тому числі «Milleluci», яку Раффаелла Карра вела разом зі співачкою Міною і де артистка вела пару пісенних конкурсів «Канцоніссіма» разом з ведучим Коррадо між 1970-71 роками. Саме в «Театро делле Вітторіо» знімалося останнє телешоу Карри, «A raccontare comincia tu». Останньою зупинкою, перед похоронною камерою (місце де спочиває тіло померлого перед кремацією (або похованням)) в Кампідольйо в Римі, була штаб-квартира RAI у Віале Мацціні, де тіло отримало шану від керівництва телекомпанії. Вечером, у той самий день, перед півфіналом Чемпіонату Європи з футболу 2020 року між Італією та Іспанією, підчас розминки збірних, на стадіоні «Вемблі» залунала одна з найвідоміших пісень Раффаелли Карри — «A far l'amore comincia tu». Запит на відтворення пісні під час розминки збірних був здійснений Італійською федерацією футболу для УЄФА щоби вшанувати співачку та ведучу, яка також дуже поважлива в Іспанії.
Похорон, який транслювався в прямому ефірі на Rai 1, відбувся 9 липня в Римі, в базиліці Санта-Марія-ін-Арачелі. Прах Карри, після кремації, згідно її заповіту, був доставлений в Порто Санто Стефано в храм святого Степана Протомученика, і 5 вересня в Сан-Джованні-Ротондо, у святилище Сан-Піо-да-П'єтрельчина, якому шоу-ву́мен була віддана. На завершення її прах був переміщений в міський цвинтар в Порто Санто Стефано, кінцевий пункт призначення за бажанням самої Раффаелли, де й зберігається донині.

## Особисте життя
Раффаелла Карра довгий час мала стосунки з телевізійним піснярем Джанні Бонкомпаньї, автором її найкращих музичних хітів, й протягом такого ж довгого часу з хореографом і режисером Серджо Япіно. В юності зустрічалася з футболістом «Ювентуса» (Карра була фанатом цієї команди) Джино Стаккіні (стосунки тривали 8 років) і зі співаком Літтл Тоні. До неї також залицявся Френк Сінатра, з яким вона зустрілася на знімальному майданчику фільму «Поїзд фон Раєна». З Бонкомпаньї і Япіно вона продовжувала працювати протягом всієї своєї кар'єри. Артистка не мала дітей, вона усиновила різних дітей з далеких країн різних частин світу.
Раффаелла Карра була дуже прикута до місцевості муніципалітету Монте-Арджентаріо, на узбережжі Тоскани, особливо до містечка Порто Санто Стефано, що знаходиться там, де вона проживала тривалий час. Вілла на Кала Піккола (назва одного з берегів тієї місцевості) надихнула її до створення багато телепередач, навіть вплинула на назву телешоу «Carràmba! Che sorpresa».

## Використання у масовій культурі
- Телешоу «Carràmba! Che sorpresa» мало настільки велику популярність, що слово «carrambata» увійшло до словника італійської мови, вказуючи на «несподівану зустріч з одним або кількома людьми, з якими був втрачений контакт».[58]
- У фільмі «Марадона: Рука Бога» Раффаелла Карра з'являється на екрані телевізора в одному з кадрів, під час зустрічі двох персонажів — Марадони з Гільєрмо Копполою.
- У фільмі «Доброго ранку», 2003 року Марко Беллоккйо, в сцені під час полонення Альдо Моро в притулку Червоних бригад (BR) терористи дивляться телевізор, на екрані якого Раффаелла Карра виконує пісню «Tango» на телешоу «Ma che sera».
- У фільмі «Пуерто-Ескондідо» Дієго Абатантуоно один з персонажів під час втечі з в'язниці стріляє по телевізору, налаштованому на канал, що транслює Раффаеллу Карру, яка співає й танцює на телешоу «Raffaella Carrà Show» пісню «Love is a contact sport» Вітні Г'юстон.
- У десятому епізоді четвертого сезону серіалу «Доктор Хто», присутні кадри, де в одному з моніторів, який транслює розважальні програми для мандрівників в космічному корабелі, демонструється фрагмент відеокліпу, в якому Раффаелла Карра співає композицію «Do it do it Again», яка була версія англійською версією пісні «A far l'amore comincia tu».
- У британському документальному фільмі «Television», присвяченого 50-річчю BBC, присутній уривок з передачі Раффаелли Карри, який подається як приклад недавно задуманих так званих «контейнерних програм».
- Тіціано Ферро присвятив Раффаеллі Каррі пісню «E Raffaella è mia», у відеокліпі до якої з'являлася сама співачка.
- У фільмі Антоніо Альбанезе «Все, все, нічого, нічого» 2012 року як данина поваги Раффаеллі Каррі присутня її пісня «Tuca tuca».
- У 2014 році американський гурт «Saint Motel» випустив пісню «My Type», у відеокліпі до якої присутній фрагмент танцю Карри в програмі «Milleluci» й фронтмена гурту.
- Раффаелла Карра була запрошена в Мадрид послом Італії як «хрещена мати» святкового заходу 2 червня 2017 року.
- Раффаелла Карра вважається однією з гей-ікон, як завдяки своєму іміджу, так і завдяки своїй музиці, які часто використовуються під час гей-парадів і ЛГБТ-вечірок. У зв'язку з цим Карра здобула нагороду «Світова гей-ікона» на «World Pride» в Мадриді у 2017 році.[59][60]
- Відеокліп до пісні «Narcissus» 2019 року у виконанні ірландської та британської співачки Рошин Мерфі натхненний музичним відео до пісні «Black Cat» 1978, у якому брала участь Раффаелла Карра.
- Педро Альмодовар у фільмі «Паралельні матері» 2021 року, що брав участь на 78-му Венеціанському міжнародному кінофестивалі, віддав данину пам'яті Раффаеллі Каррі.[61]

## Нагороди

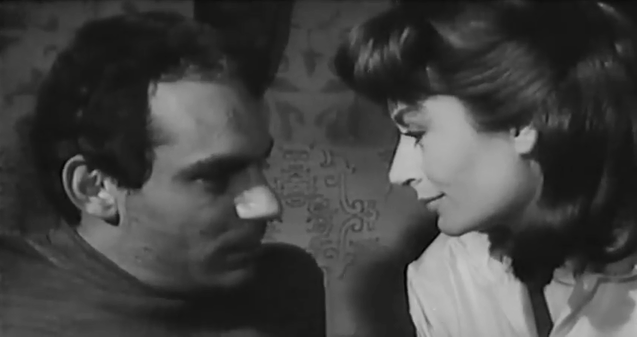
Раффаелла Карра і Джан Марія Волонте у фільмі «Терорист» (1963)

### В Італії

#### Телегатто
- Телегатто 1974
- Телегатто 1976
- Телегатто 1979
- Телегатто 1983 (за «Fantastico 3», найкраще телешоу року)
- Телегатто 1984 (найкращий персонаж-жінка року)
- Телегатто 1984 (за «Pronto, Raffaella?», найкраще телешоу року)
- Телегатто 1984 (за «Fatalità», найкраща заставка року)
- Телегатто 1985 (за «Pronto, Raffaella?», найкраще телешоу року)
- Телегатто 1987 (за «Domenica in», найкраще ток-шоу)
- Телегатто 1991 (найкращий персонаж-жінка року)
- Телегатто 1996 (за «Carràmba! Che sorpresa», найкраще вар'єте)
- Телегатто 1998 (найкращий персонаж-жінка року)
- Телегатто 1999 (за «Carràmba! Che fortuna», найкраще вар'єте)

### Інші нагороди
- Премія Spiga d'oro (1964)
- Премія Rrimavera coty (1966)
- Премія Riccione (1968)
- Walk of Fame di Montecatini Terme (1969)
- Maschera d'argento (1972)
- Премія Agrodolce (1972)
- Телережисерська премія 1984 (найкраща телеведуча року, за шоу «Pronto, Raffaella?»)
- Microfono d'argento (1986)
- Премія America Cristopher Columbus (18 жовтня 1987)
- Microfono d'argento (1989)
- Премія Chianciano (Chianciano Terme) (1999)[62]
- Inquieto dell'anno (2006)[63]
- Премія simpatia (2007)[64]
- Премія Nazionale «Infanzia — Piccolo Plauto» (2010)[65]
- Премія Aerec (2010)[66]
- Премія Альберто Сорда (2012)[67]
- Премія Guzzo d'oro (Monte Argentario) (2013)[68]
- Телережисерська премія 2014 (за телешоу «The voice of Italy», зняте спільно з П'єро Пелу і Ноемі)
- Премія Sony Music (вручена Фабіо Фаціо і Лучаною Літтідзетто на телешоу «Che tempo che fa» 2 грудня 2018 року)
- TV Talk Awards 2019 (за розважальне телешоу «A raccontare comincia tu»)
- Нагорода Sorriso diverso Venice (нагорода за довгу кар'єру, отримана Серджо Япіно 9 вересня 2021 року під час 78-го Венеціанського міжнародного кінофестивалю).[69]

### Закордонні

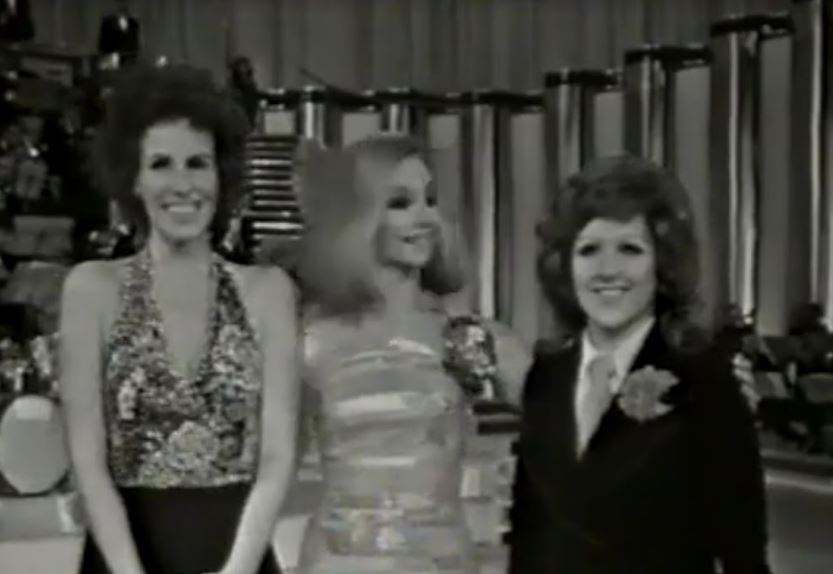
Орнелла Ваноні, Раффаелла Карра і Оріетта Берті (1960-ті роки)

- TP de oro 1992 (за «¡Hola Raffaella!», як найкраще вар'єте)
- TP de oro 1993 (як найкраща телеведуча)
- Премія World Pride 2017 (Іспанія)[70]

### Золоті й платинові диски
Загальна кількість платинових і золотих дисків: 23

#### В Італії
- Платиновий диск (1974) за «Felicità tà tà»
- 2 платинових дисків (1976) за «Forte forte forte»
- Золотий диск (1984) за «Ballo ballo» (вручений в прямому ефірі телешоу «Pronto, Raffaella?» дуетом «Righeira»)
- Подвійний золотий диск (2008) за Raffica і Raffica Balletti e duetti (вручений в прямому ефірі телешоу «Carràmba! Che fortuna» Джанні Моранді)
- Посмертний золотий диск (2021) за пісню «Tanti Auguri» 1978 року

#### Закордонні
- Різні золоті диски за «Forte forte forte» (в Іспанії, Великій Британії і Німеччині)
- Подвійний золотий диск (1978) за «Forte forte forte» і за збірку хітів «Raffaella Carrà show» (зняту в Афінах 4 березня 1978 року)

## Почесті
Попри велику популярність і успіх у всьому світі, на батьківщині Раффаелла Карра ніколи не удостоювалася державних нагород. В Іспанії 13 жовтня 2018 року вона отримала від короля Філіпа VI найвищу громадянську нагороду: Орден «Громадянських заслуг» за кар'єрні досягнення й за успіхи, досягнуті в сфері розваг. Крім того, міська рада Мадрида, столиці Іспанії 14 липня 2021 року на пам'ять про співачку назвала її ім'ям площу, яка розташована між номерами будинків 43 і 45 вулиці «Calle de Fuencarral». Набережна Белларії (місто, у якому виросла співачка) також отримала ім'я Карри у липні 2021 року. Муніципалітет Монте-Арджентаріо 3 вересня 2021 року присвоїв Раффаеллі Каррі почесне громадянство, назвавши на пам'ять її ім'ям дитячий майданчик з видом на порт Порто-Санто-Стефано.

### Іноземні нагороди
- Медаль Громадянських заслуг (Іспанія)
- Стрічка пошани Ізабели II (Іспанія)
- Орден Громадянських заслуг (Іспанія)

## Дискографія
Студійні альбоми:
1. 1971 — Raffaella
2. 1971 — Raffaella Carrà
3. 1972 — Raffaella... Senzarespiro
4. 1973 — Scatola a sorpresa
5. 1974 — Milleluci
6. 1974 — Felicità tà tà
7. 1976 — Forte forte forte
8. 1977 — Fiesta
9. 1978 — Raffaella
10. 1979 — Applauso
11. 1980 — Mi spendo tutto
12. 1981 — Raffaella Carrà
13. 1982 — Raffaella Carrà 82
14. 1983 — Fatalità
15. 1984 — Bolero
16. 1985 — Fidati!
17. 1986 — Curiosità
18. 1988 — Raffaella
19. 1990 — Inviato speciale
20. 1991 — Raffaella Carrà
21. 1993 — Hola Raffaella
22. 1996 — Carramba che rumba!
23. 1999 — Fiesta — I grandi successi
24. 2013 — Replay — The Album
25. 2018 — Ogni volta che è Natale

## Театр
Участь в театральних постановках
- Un giallo Romano (1960)[71]

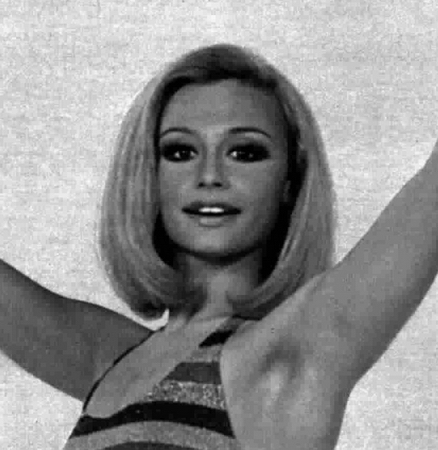
Раффаелла Карра, 1974 рік

- Il seduttore di Diego Fabbri, постановка Хосе Квальйо (1965)
- Ciao Rudy, постановка Гарінеї і Джованніні (1966)
- Del vento tra i rami del sassofrasso di René de Obaldia, постановка Сандро Болькі (1967)
- Processo di famiglia di Diego Fabbri, постановка Хосе Квальйо (1967)
- Non sparate al reverendo di Faele e Torti, постановка Ермініо Макаріо (1967)

## Фільмографія

### Акторка

#### Кіно
| Рік  | Назва українською мовою            | Назва мовою оригіналу                                                                    | Роль                | Режисер                    |
| ---- | ---------------------------------- | ---------------------------------------------------------------------------------------- | ------------------- | -------------------------- |
| 1952 | Муки минулого                      | Tormento del passato                                                                     | Граціелла           | Маріо Боннар               |
| 1958 | Валерія не дуже серйозна дівчина   | Valeria ragazza poco seria                                                               | епізод              | Гвідо Малатеста            |
| 1958 | Ніч над Європою                    | Europa di notte                                                                          | епізод              | Алессандро Блазетті        |
| 1959 | Катерина Сфорца, римська левиця    | Caterina Sforza, la leonessa di Romagna                                                  | епізод              | Джорджо Вальтер Кілі       |
| 1960 | Довга ніч сорок третього року      | La lunga notte del '43                                                                   | Інез Віллані        | Флорестано Ванчіні         |
| 1960 | Лють варварів                      | La furia dei barbari                                                                     | Маріца              | Гвідо Малатеста            |
| 1960 | Гріх юності                        | Il peccato degli anni verdi                                                              | подруга Діани       | Леопольдо Трієсте          |
| 1961 | Мацист, найсильніша людина в світі | Maciste l'uomo più forte del mondo                                                       | принцеса Сальюра    | Антоніо Леонвіола          |
| 1961 | Мацист на землі циклопів           | Maciste nella terra dei Ciclopi                                                          | Ебер                | Антоніо Леонвіола          |
| 1962 | Улісс проти Геркулеса              | Ulisse contro Ercole                                                                     | Адрасте             | Маріо Каяно                |
| 1962 | Понтій Пилат                       | Ponzio Pilato                                                                            | Джессіка            | Джан Паоло Калледжарі      |
| 1962 | П'ятеро моряків для ста дівчат     | 5 marines per 100 ragazze                                                                | Мірелла             | Маріо Маттолі              |
| 1962 | Юлій Цезарь і війна з галлами      | Giulio Cesare, il conquistatore delle Gallie                                             | Публія              | Таніо Бочча                |
| 1962 | Дон Жуан Лазурного берега          | I Don Giovanni della Costa Azzurra                                                       | покоївка в мотелі   | Вітторіо Сала              |
| 1962 | Тінь Зорро                         | L'ombra di Zorro                                                                         | Кармела             | Хоакін Луїс Ромеро Марчент |
| 1963 | Терорист                           | Il terrorista                                                                            | Джуліана            | Джанфранко Де Бозо         |
| 1963 | Однокласники                       | I compagni                                                                               | Б'янка              | Маріо Монічеллі            |
| 1964 | Після настання темряви             | Dopo il buio                                                                             | епізод              | Роберто Фаєнца             |
| 1964 | Удача і любов                      | L'amore e la chance (епізод La fortuna si chiama Lucky)                                  | Ліза                | Шарль Л. Біч               |
| 1965 | Селестіна                          | La Celestina P… R…                                                                       | Бруна               | Карло Ліццані              |
| 1965 | Поїзд фон Райєна                   | Il colonnello Von Ryan                                                                   | Габріелла           | Марк Робсон                |
| 1966 | Червоні троянди для Анжеліки       | Rose rosse per Angelica                                                                  | Анжеліка            | Стено                      |
| 1966 | Ваш суперагент Фліт                | Il vostro superagente Flit                                                               | Аура                | Маріано Лауренті           |
| 1966 | Святий виходить на слід            | Il Santo prende la mira                                                                  | Аніта Павоне        | Крістіан-Жак               |
| 1969 | Десантники у пеклі                 | Comando al infierno                                                                      | Сара ван Кольстрьом | Хосе Луїс Меріно           |
| 1969 | Бігамна професія                   | Professione bigamo                                                                       | Тереза Коппа        | Франц Антель               |
| 1970 | Справа «Приватна Венера»           | Il caso «Venere privata»                                                                 | Альберта Раделлі    | Ів Буассе                  |
| 1980 | Барбара                            | Barbara                                                                                  | Барбара             | Джино Ланді                |
| 1983 | «FF.SS.»                           | «FF.SS.» — Cioè: «…che mi hai portato a fare sopra a Posillipo se non mi vuoi più bene?» | камео               | Ренцо Арборе               |
| 2013 | Удача                              | Colpi di fortuna                                                                         | камео               | Нері Паренті               |
| 2020 | Моє серце розривається             | Explota Explota                                                                          | камео               | Нако Альварез              |

#### Телефільми

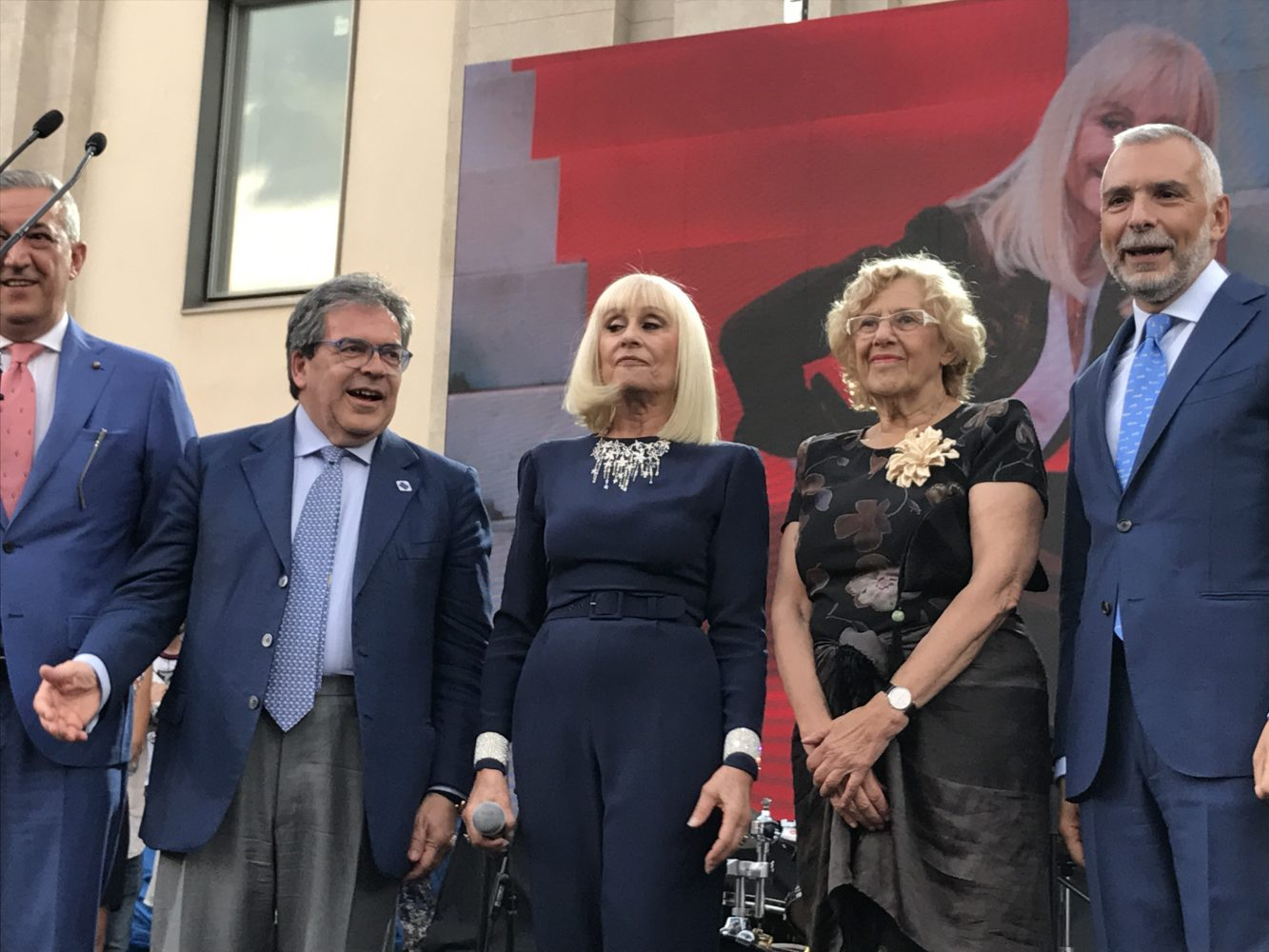
Раффаелла Карра разом з мером Катанії Енцо Б'янко і мером Мадрида Мануелою Карменою. (Мадрид, 2017)

| Дата трансляції | Назва українською мовою | Назва мовою оригіналу | Роль               | Режисер                                                            | Телеканал місце зйомки   |
| --------------- | ----------------------- | --------------------- | ------------------ | ------------------------------------------------------------------ | ------------------------ |
| 25 березня 1964 | Жити разом              | Vivere insieme        | головна роль       | Мауріціо Костанцо Джино Де Санктіс Белізаріо Рандоне Едоардо Антон | Programma Nazionale      |
| 1964            | Великі хамелеони        | I grandi camaleonti   | Ортензія           | Едмо Фенольйо                                                      | Programma Nazionale      |
| 1965            | Диявольський ставок     | Lo stagno del diavolo | Марі               | Гульєльмо Моранді                                                  | Programma Nazionale      |
| 1965            | Скарамуш                | Scaramouche           | Костанца Де Моріак | Даніеле Д'Анца                                                     | Programma Nazionale      |
| 1966            | Шпигуни                 | I Spy                 | головна роль       | Девід Фрідкін Мортон Файн                                          | NBC                      |
| 1968            | Ідилія Віллереччо       | Idillio Villereccio   | головна роль       | Вітторіо Баріно                                                    | TSI                      |
| 1969            | Година кохання          | Un'ora d'amore        | головна роль       | Джозеф Тополь                                                      | TSI                      |
| 1971            | Арсен Люпен             | Arsenio Lupin         | епізод             | Марчелло Бальді                                                    | France 1                 |
| 1977            | Вони… я теж             | Ekeines… ki ego       | епізод             | —                                                                  | (грецький сітком, Йєнед) |
| 1997            | Випадкова мама          | Mamma per caso        | Ніколетта          | Серджо Мартіно                                                     | Rai 1                    |

#### Телепроза Rai
| Дата трансляції | Назва українською мовою   | Назва мовою оригіналу                | Автор             | Режисер             |
| --------------- | ------------------------- | ------------------------------------ | ----------------- | ------------------- |
| 3 березня 1967  | Все гаразд                | Tutto per bene                       | Луїджі Піранделло | Антон Джульйо Маяно |
| 2 вересня 1967  | Вітер в гілках сассафраса | Del vento fra i rami del sassofrasso | Рене де Обалья    | Сандро Больчі       |
| 29 червня 1968  | Сімейний процес           | Processo di famiglia                 | Дієго Фаббрі      | Хосе Квальйо        |
| 26 вересня 1966 | Зачарований піджак        | La giacca stregata                   | —                 | Діно Брудзатті      |
| 16 грудня 1969  | Посмішка Джоконди         | Il sorriso della Gioconda            | —                 | Енріко Колосімо     |

## Озвучування
Перелік італійських акторок, які озвучували Раффаеллу Карру у різних фільмах
- Марія Піа Ді Мео: «Мацист, найсильніша людина в світі», «Понтій Пилат», «Юлій Цезарь і війна з галлами», «Червоні троянди для Анжеліки»
- Міранда Бонансеа: «Дон Жуан Лазурного берега»
- Фламінія Яндоло: «Поїзд фон Райєна»
- Ріта Саваньйоне: «Арсен Люпен»

## Журнальні статті
У період з 1985 по 1986 рік Раффаелла Карра писала статті «Зустрічі Рафаелли» в журналі «Radiocorriere TV», яких були представлені інтерв'ю з різноманітними персоналіями (Джуліо Андреотті, Нільде Йотті, Енцо Б'яджі, Альберто Моравія, Франка Фалькуччі, Тіна Ансельмі, Клаудіо Сіньйоріле, Лело Ладжоро, П'єр Луїджі Роміта, Уто Угі, Марчелла Белла, Роберто Беніньї, Збігнев Бонек, Джорджо Фораттіні).

## Телевізійні програми

### Італія
- Il paroliere questo sconosciuto (Secondo Programma, 1962—1963)
- Musica Hotel (Secondo Programma, 1963)
- Incontro con la New Vaudeville Band (Programma Nazionale, 1967)
- Tempo di samba (Secondo Programma, 1968)
- Vedettes d'America (Secondo Programma, 1968)
- Io, Agata e tu (Programma Nazionale, 1970)
- Canzonissima (Programma Nazionale, 1970—1972, 1974—1975)
- Milleluci (Programma Nazionale, 1974)
- Canzonissima Anteprima (Programma Nazionale, 1974)
- Ma che sera (Rete 1, 1978)
- Raffaella Show (Rete 1, 1978)
- Applauso (Tv private, 1979)
- Millemilioni (Rete 2, 1981)
- Fantastico (Rete 1, 1982—1983)
- Magic Night (Rete 1, 1983)
- Speciale Tg1 — Elezioni politiche (Rete 1, 1983)
- Pronto, Raffaella? (Rai 1, 1983—1985)
- Buonasera Raffaella (Rai 1, 1985—1986)
- Dietro le quinte di un varietà (Rai 1, 1986)
- Sfogliando le pagine di un varietà (Rai 1, 1986)
- Domenica in (Rai 1, 1986—1987)
- Benvenuta Raffaella (Canale 5, 1987)
- Raffaella Carrà Show (Canale 5, 1988)
- Pubblico e privato del Raffaella Carrà Show (Canale 5, 1988)
- Il principe azzurro (Canale 5, 1989)
- Raffaella Venerdì, Sabato e Domenica — Ricomincio da due (Rai 2, 1990)
- Raffaella Venerdì, Sabato e Domenica — …E saranno famosi (Rai 2, 1990)
- Uno, due, tre…Rai — Vela d'oro '90 (Rai 1, 1990)
- Weekend con Raffaella Carrà — Ricomincio da due (Rai 2, 1990—1991)
- Fuori onda (Rai 2, 1990—1991)
- Bellissimo Beautiful (Rai 2, 1990)
- Gran Premio Internazionale dello Spettacolo (Canale 5, 1991, 2000, 2004)
- Cuando calienta el sol (Rai 1, 1991)
- Fantastico 12 (Rai 1, 1991—1992)
- Anteprima UmbriaFiction TV (Rai 2, 1992)
- La parola ai bambini — Pronto, Raffaella? (Rai 1, 1992)
- Sevilla sogna (Rai 1, 1992)
- Carràmba! Che sorpresa (Rai 1, 1995—1998, 2002)
- Tutti in una notte (Rai 1, 1996, 1998)
- Anteprima di Carràmba! Che sorpresa (Rai 1, 1996)
- 40 minuti con Raffaella (Rai 1, 1996—1997)
- Carràmba! Che fortuna (Rai 1, 1998—2001, 2008—2009)
- Centoventitré (Rai 1, 1998—1999)
- I Fantastici di Raffaella (Rai 1, 1999)
- 51º Festival della Canzone Italiana di Sanremo (Rai 1, 2001)
- Dopo il Festival tutti da me (Rai 1, 2001)
- Padre Pio — L'uomo che si innamorò di Dio (Rai 1, 2002)
- Sogni (Rai 1, 2004)
- Amore (Rai 1, 2006)
- Eurovision Song Contest 2011 (Rai 5, Rai 2, 2011) коментаторка
- The Voice of Italy (Rai 2, 2013—2014, 2016) тренер
- Forte Forte Forte (Rai 1, 2015) суддя
- A raccontare comincia tu (Rai 3, 2019)

### Інші країни
- La hora de… Raffaella Carrà (Primer Programa, 1976)
- Raffaella Carrà Show (TSI 1, 1979)
- Fantastica Raffaella (ATC, 1982)
- Raffaella Carrà Show (TV3, 1988)
- La fiesta del Mediterraneo (TVE 1, 1991)
- Sevilla sueña (TVE 1, 1992)
- Hola Raffaella! (TVE 1, 1992—1994)
- A las 8 con Raffaella (TVE 1, 1993—1994)
- En casa con Raffaella (Telecinco, 1995)
- Campanadas de fin de año (TVE 1, 1997—1998)
- Contigo (TVE 1, 2004)
- Raffaella Hoy (Canal 13, 2005)
- Salvemos Eurovision (La 1, 2008)
- Europasión (La 1, 2008)
- Salvemos Eurovision con Chikilicuatre (La 1, 2008)
- Saturday Night Live (Cuatro, 2009)
- 60 años juntos (La 1, La 2, 2016)

### Акторка
- Furore (Rai 2, 1997—2001, 2003, 2017)
- Navigator (Rai 1, 1999)[74]
- Segreti e bugie (Rai 1, 1999)
- Il gran concerto (Rai 3, 2008—2011)
- Forte Forte Forte (Rai 1, 2015)

## Участь в музичних фестивалях
- Un disco per l'estate '71
- Un disco per l'estate '72
- Un disco per l'estate '75
- Festival de Mallorca '78 (Іспанія)

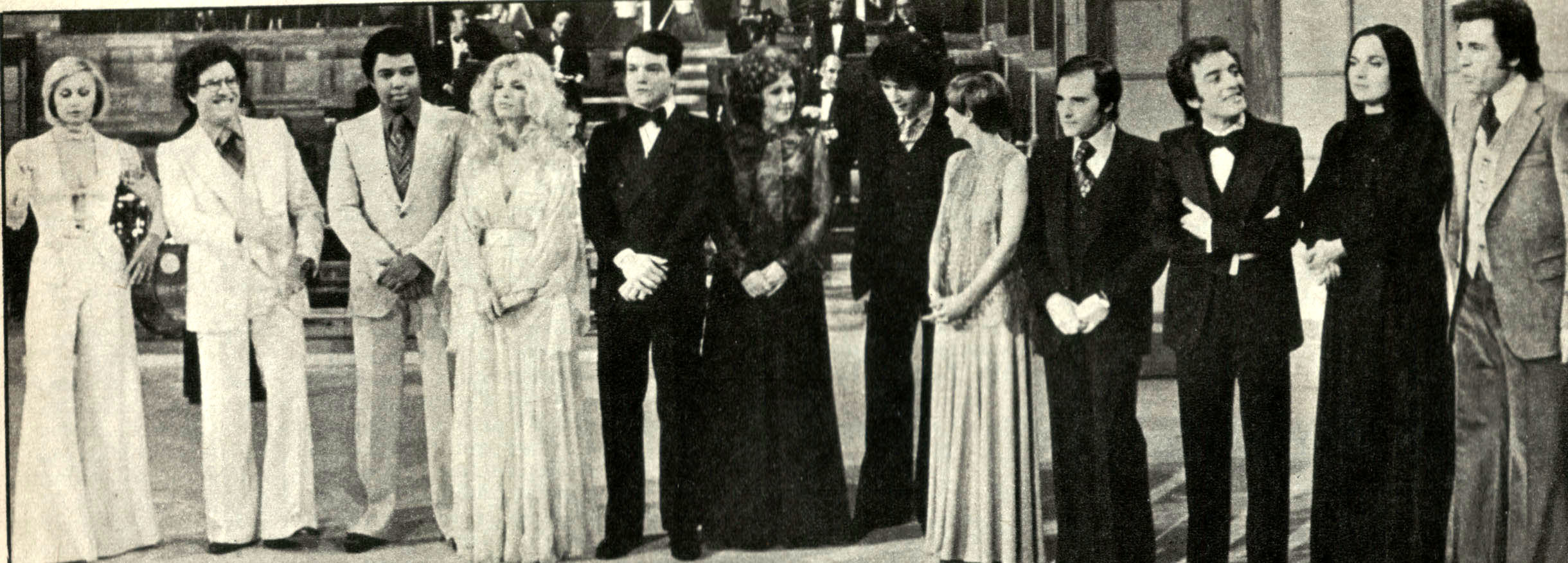
Фінал фестивалю «Канцоніссіма-74», Раффаелла Карра крайня ліворуч

- 8th Annual Tokyo Music Festival 1979 (Японія)
- Saint Vincent estate '79
- Festival di Viña del Mar 1982 (Чилі)
- Festival di Sanremo 1983 (як гість з піснями «Ahi» і «Soli sulla luna»)
- Azzurro 1983 (як гість з піснею «Soli sulla luna»)
- Festival di Sanremo 2014 (гість)

## Радіопрограми
- Raffaella col microfono a tracolla (Rai Radio 2, 1969)[75]
- Gran varietà (Rai Radio 2, 1972—1973, 1975—1976)
- Incontro con Raffaella Carrà (Rai Radio 2, 1979)
- Carràdio che sorpresa (Radio Italia, 1996)

## Реклами
- Costella (anni '60)
- Agip (1971—1975) Caroselli
- Stock (1975—1977) Caroselli
- Scavolini (1984—1987)
- Motta (1988)
- Banco Central Hispano (1993)
- Dado STAR (1995—1996)
- Valleverde (1997—1999)
- Danone — Danacol (2010—2012)
- TIM (2011)

## Календарі
- Календар Lambretta на 1970 рік.

## Літературні твори
- L'isola dell'incanto, (1987, Arnoldo Mondadori Editore)
- Le ricette di Raffaella, (1991, Arnoldo Mondadori Editore)